# Massoneria in Italia

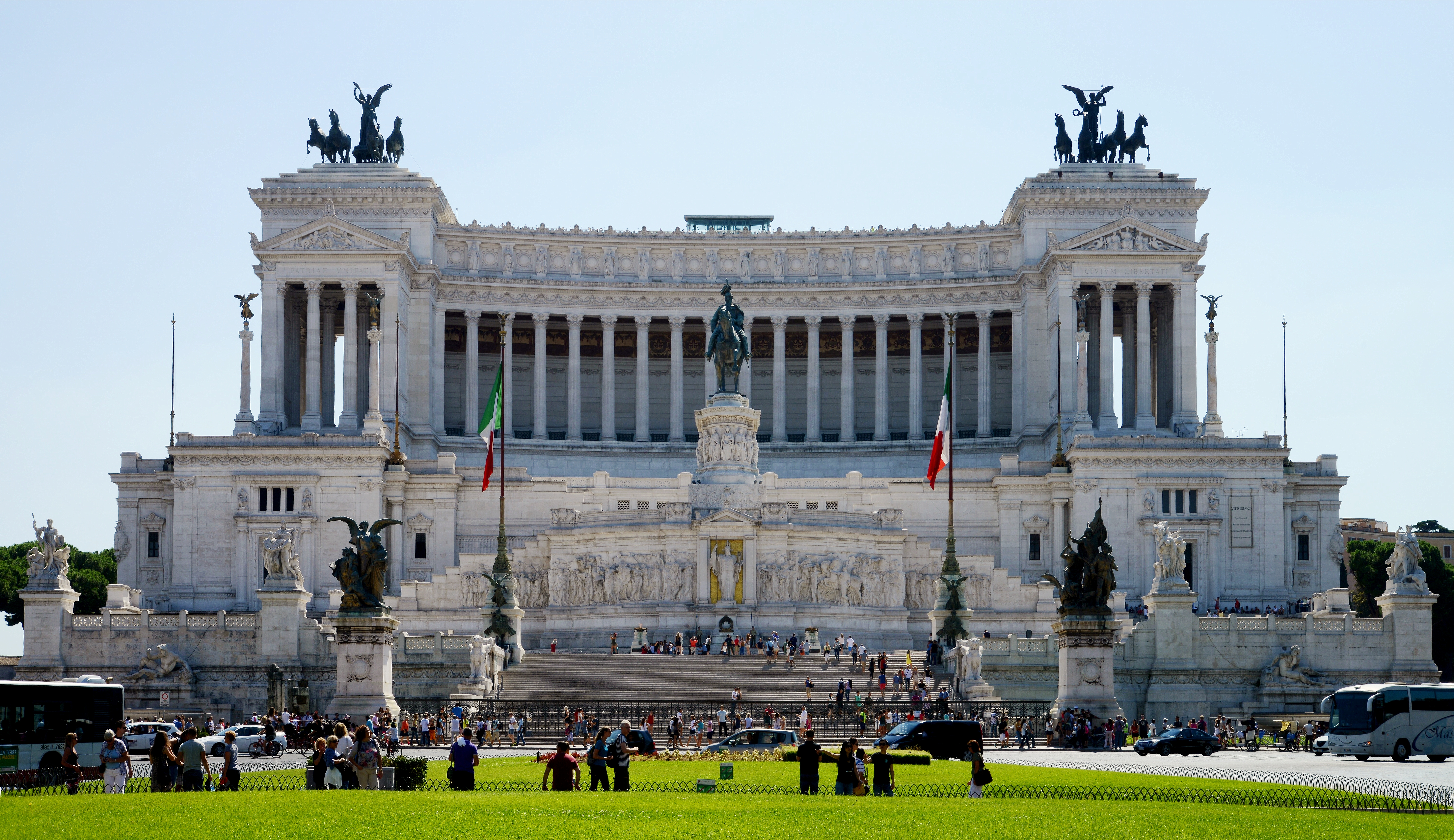
Il Vittoriano, monumento di Roma contenente varie simbologie massoniche.

La squadra e il compasso, tipici simboli massonici.

## Storia

### Il XVIII secolo e le prime logge

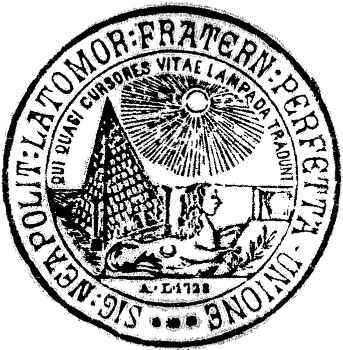
Sigillo della Loggia Perfetta Unione, fondata a Napoli nel 1728

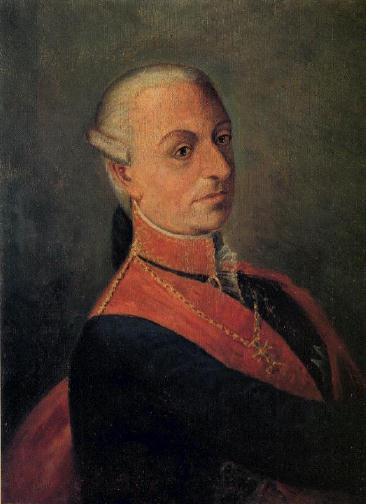
Francesco d'Aquino

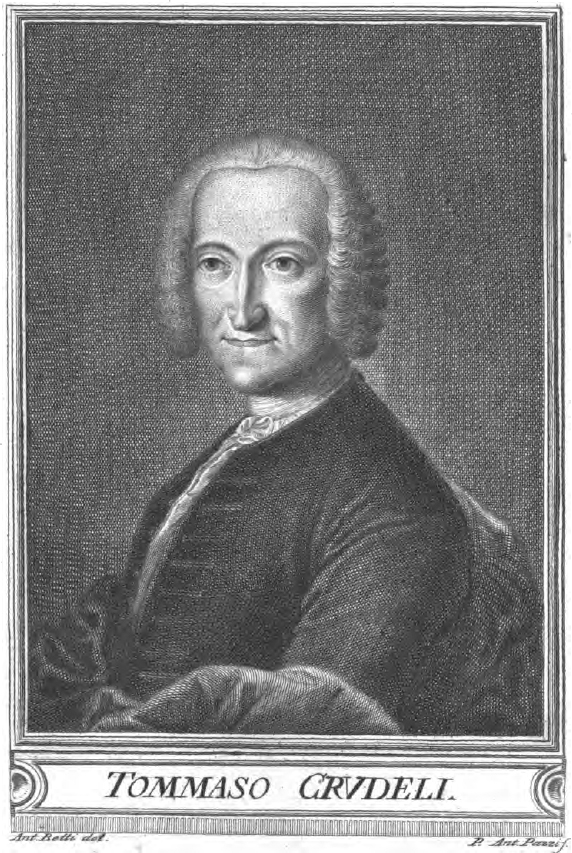
Tommaso Crudeli

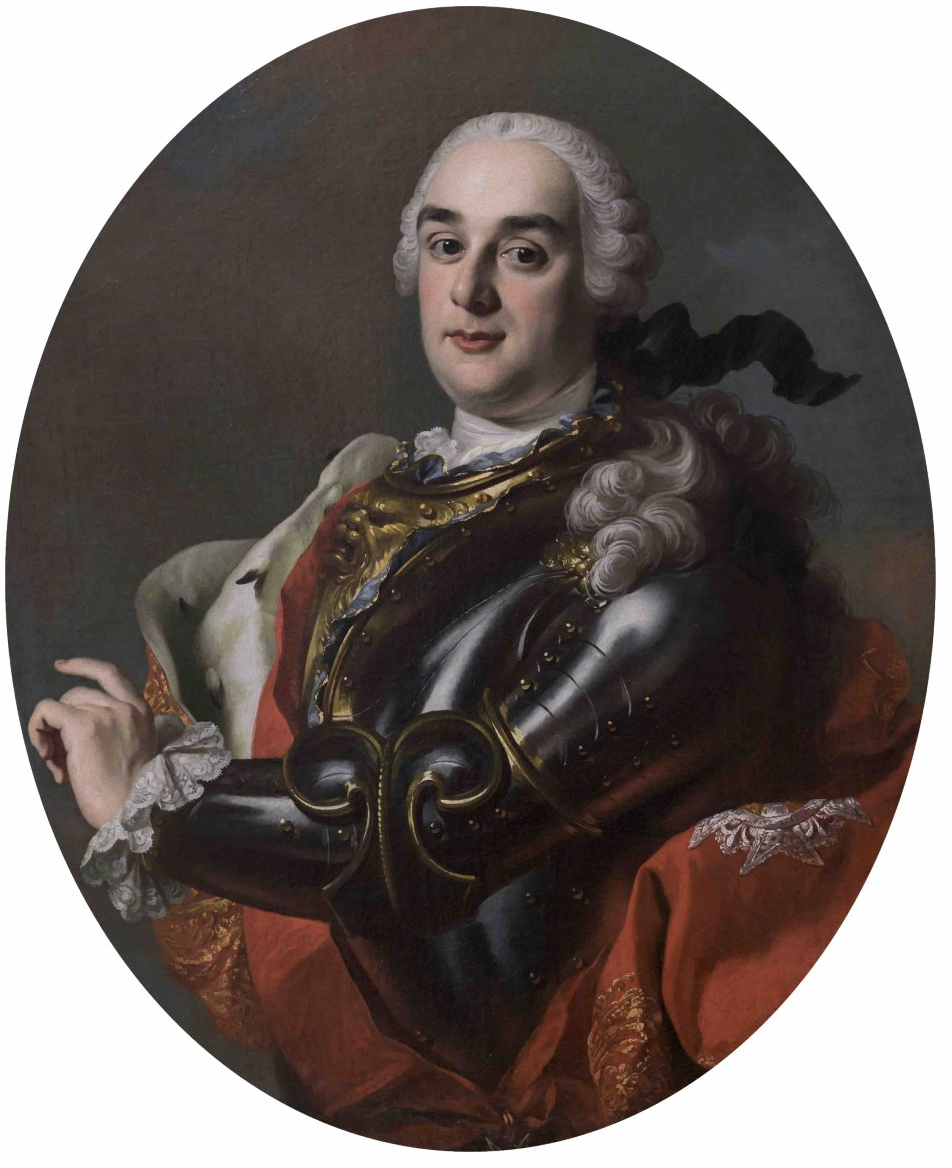
Raimondo di Sangro

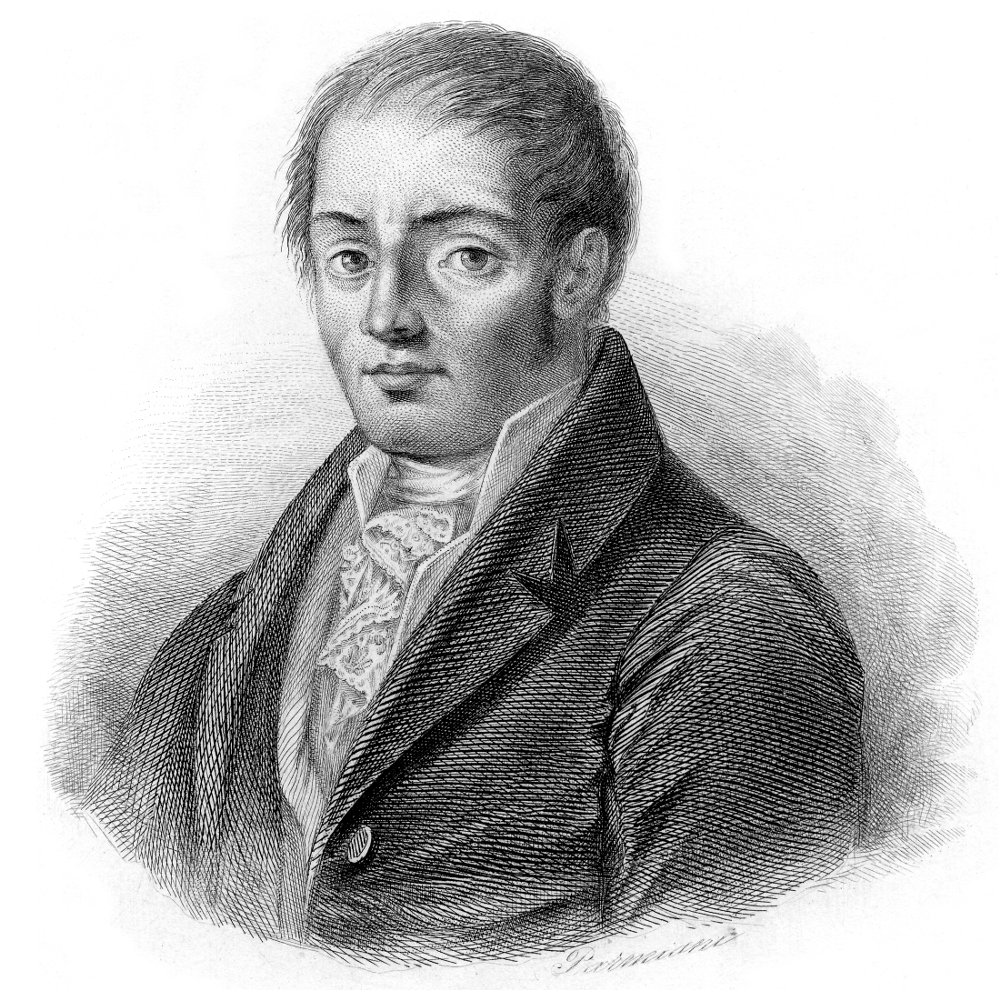
Mario Pagano

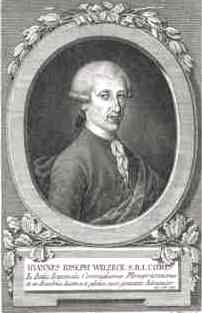
Johann Josef von Wilczek

Le prime testimonianze certe e documentate della presenza della massoneria nel territorio italiano risalgono al 1728 con delle tracce potenziali nel 1723.
La prima loggia massonica, nota col nome di Fidelitas, si ritiene possa essere stata fondata sul territorio italico a Girifalco, in Calabria, nel 1723..
Nel 1728 fu fondata, a Napoli, la Perfetta Unione, prima loggia regolare in Italia ad avere autorizzazione della Gran Loggia d'Inghilterra. Dopo l'editto di Ferdinando IV di Borbone del 12 settembre 1775, che metteva fuori legge le logge massoniche, Francesco d'Aquino, principe di Caramanico, fu Maestro Venerabile della "Well Chosen Lodge",  n. 444 della Gran Loggia d'Inghilterra. A Firenze la prima loggia fu fondata nel 1731. Intorno al nucleo iniziale, costituito da Inglesi, si aggiunsero gradualmente numerosi nobili e intellettuali fiorentini. Su questa loggia si esercitarono gli effetti persecutori della bolla pontificia In eminenti, pubblicata il 28 aprile 1738, che inaugurava una lunga serie di scomuniche e di condanne. Della Loggia fiorentina, detta degli "Inglesi", fecero parte gli Italiani Antonio Cocchi e Tommaso Crudeli; quest'ultimo fu per questo incarcerato, torturato dal Sant'Uffizio di Firenze, morì per i postumi del carcere a Poppi nel 1745. È considerato il primo martire della massoneria universale.
Sempre nel granducato di Toscana, a Livorno, nacquero addirittura quattro logge: due negli anni 1763 e 1765 (ottennero una patente di fondazione dalla Gran Loggia d'Inghilterra degli Antients) e altre due nel 1771 (con patente rilasciata dalla Gran Loggia d'Inghilterra dei Moderns). Il fenomeno massonico arrivò poi a Roma, con alterne vicende: nel 1735 alcuni gentiluomini inglesi diedero vita a una loggia giacobita, rimasta attiva fino al 1737, quando si dovette sciogliere per ordine del governo pontificio. Ma, rispettivamente nel 1776 e nel 1787, vi vennero fondate due logge, entrambe di rito scozzese. Il 27 maggio 1789 il conte di Cagliostro tentò di organizzare una loggia basata sul proprio "sistema egiziano", ma venne arrestato e processato dal Sant'Uffizio che, nell'aprile 1791, lo condannò a morte come "eretico formale, mago e libero muratore", pena commutata poi nel carcere perpetuo.
Nel 1749 a Chambéry (Savoia, parte integrante del Regno di Sardegna) fu fondata la loggia "Saint Jean des Trois Mortiers", sulla base di una patente di gran maestro provinciale per la Savoia e il Piemonte rilasciata dalla Gran Loggia di Londra nel 1739 al marchese Joseph François Noyel de Bellegarde; nel 1752, la stessa loggia assunse il nome di Gran Loggia Madre, con facoltà di creare altre logge in tutti i territori del regno di Sardegna e, di fatto, nel 1765 -anno in cui era in corrispondenza con la loggia di "Saint Jean d'Ecosse du Secret et de l'Harmonie" di Malta (fondata nel 1764) e con quella di "San Giovanni di Scozia" di Palermo (fondata nel 1762)- ne vennero create tre, tra cui "La Mystérieuse" a Torino. Quest'ultima assunse una tale importanza da far ottenere nel 1773 il conferimento al conte di Bernezzo del titolo di gran maestro provinciale per il Piemonte, con la conseguente completa autonomia dalla Gran Loggia Madre di Chambéry. In Piemonte una loggia era presente anche a Novi Ligure. Nel 1746 fu fondata una loggia a Venezia, alla quale sono da ricollegare le figure di Giacomo Casanova, di Carlo Goldoni e di Francesco Griselini, che rimase in attività fino al 1755, quando l'intervento degli Inquisitori di Stato portò all'arresto del Casanova e ne determinò la chiusura. Ma una nuova loggia sorse nel 1772, con patente della Gran Loggia d'Inghilterra, per iniziativa del segretario del Senato, Pietro Gratarol, e rimase attiva fino al 1777, mentre nascevano un'altra loggia a Venezia, una a Vicenza e un'altra a Padova.
Dalla "Perfetta Unione" a Napoli, nel 1747 Raimondo di Sangro, Principe di San Severo, diede vita a un cerchio interno ove si generò il Rito Egizio Tradizionale, la più antica comunione massonica italiana ancora operante. A seguire nel 1749 fu fondata su iniziativa di un mercante di seta francese, un'altra loggia di più modesta fisionomia sociale. Dopo la pubblicazione, avvenuta il 28 maggio 1751, della Bolla Providas Romanorum Pontificum emanata da papa Benedetto XIV per ribadire la condanna pontificia del 1738, Carlo VII di Borbone (che divenne poi il re Carlo III di Spagna) promulgò un editto (10 luglio 1751) che proibiva la Libera Muratorìa nel Regno di Napoli, tuttavia il provvedimento non stroncò la Massoneria: una risorta loggia locale ottenne una patente dalla Gran Loggia Nazionale di Olanda (10 marzo 1764) che la promuoveva al rango di Gran Loggia Provinciale per il Regno di Napoli, mentre una seconda loggia, con patente della Gran Loggia d'Inghilterra (Moderns), il 7 marzo 1769 fu parimenti investita del rango di Gran Loggia Provinciale. Raimondo di Sangro, VII principe di Sansevero (1710-1771) divenne massone nel 1744 e gran maestro di tutte le logge napoletane fino al 1751. Sul finire del Settecento sorse a Napoli "La Philantropia", loggia di rito inglese in cui militarono alcune personalità dell'Illuminismo meridionale come Mario Pagano (che verrà eletto maestro venerabile), Pasquale Baffi, Gaetano Filangieri, Giuseppe Albanese, Donato Tommasi e Domenico Cirillo. Baffi, Pagano, Albanese e Cirillo furono esponenti della Repubblica Partenopea e vennero condannati a morte dopo la restaurazione borbonica.
In Liguria tra il 1745 e il 1749 risultano una loggia a Bordighera e almeno due a Genova, da collegare alla presenza delle truppe francesi in difesa della Repubblica. Verso la fine del secolo nacquero altre due logge nel capoluogo, una (1780) aderente al Regime Scozzese Rettificato e un'altra (1782) che ottenne una patente dalla Gran Loggia d'Inghilterra con il titolo di Old British and Ligurian Lodge. Nel 1756 fu fondata una loggia a Milano, subito scoperta dalle autorità austriache; il fatto determinò un editto (6 maggio 1757) con il quale il governatore, Francesco III d'Este, duca di Modena, vietava le riunioni massoniche in tutto il territorio dello Stato Lombardo. Ma la loggia continuò a esistere e nel 1783 aderì alla Gran Loggia di Vienna. Lo stesso anno il conte Wilczeck, ministro plenipotenziario imperiale a Milano, fondò a Milano, con patente degli Illuminati di Baviera, la Loggia "La Concordia", che aderisce alla Gran Loggia Nazionale di Vienna, e nel 1784 assunse la carica di gran maestro provinciale per la Lombardia austriaca. Nel 1776 sorse una loggia anche a Cremona.

### Fondazione del Grande Oriente e scissione di Piazza del Gesù

Eugenio di Beauharnais

Il 16 marzo 1805 venne fondato a Milano il Supremo Consiglio d'Italia del Rito scozzese antico e accettato, per opera del conte francese Alexandre François Auguste de Grasse Tilly. Egli agì in virtù dei poteri conferitigli dal Supremo Consiglio di Charleston (il primo Supremo Consiglio del Rito scozzese antico e accettato); con lui vi erano altri confratelli italiani e francesi.
Nell'atto di costituzione del Supremo Consiglio d'Italia vi era espressamente riportato: «Il Supremo Consiglio d'Italia crea e costituisce di sua sovrana autorità una Gran loggia generale in Italia sotto la denominazione di Grande Oriente del rito scozzese antico ed accettato». Era questa la nascita dell'attuale Grande Oriente d'Italia, il quale venne istituito ritualmente il 20 giugno 1805 per opera degli stessi fondatori del Supremo Consiglio. In quell'occasione venne eletto come Sovrano gran commendatore il viceré d'Italia Eugenio di Beauharnais e come Gran cancelliere il principe Gioacchino Murat. Grande Esperto all'atto della fondazione fu il giurista e filosofo Gian Domenico Romagnosi. Il 20 giugno 1805 è tutt'oggi la data considerata dal Grande Oriente d'Italia come il momento in cui ebbe inizio la storia dell'Ordine.
Dopo la caduta del Regno d'Italia una serie di iniziative, assunte quasi contemporaneamente dai governanti dei vari Stati italiani, inaugurò un nuovo periodo di repressioni del fenomeno massonico. Nel Regno di Sardegna, il 10 giugno 1814 Vittorio Emanuele I emanò un editto con il quale ribadì "la proibizione delle congreghe ed adunanze segrete, qualunque ne sia la denominazione loro, e massime quelle de' così detti Liberi Muratori già proibita col R.E. delli 20 maggio 1794". Analogo decreto del 26 agosto 1814 emanato nel Lombardo Veneto vietò "gli ordini segreti, le adunanze, corporazioni e fratellanze segrete, come sarebbero le Logge de' così detti Franchi Muratori ed altre consimili società", mentre papa Pio VII il 15 agosto 1814 emanava un editto che, rifacendosi alle encicliche di papa Clemente XII e di papa Benedetto XIV, proibiva le "aggregazioni delli suddetti Liberi Muratori, e altre consimili" e a Napoli, Ferdinando I delle Due Sicilie l'8 agosto 1816 vietava "le associazioni segrete che costituiscono qualsivoglia specie di setta, qualunque sia la loro denominazione l'oggetto ed il numero dei loro componenti". Tuttavia, i massoni italiani resistettero e anzi andarono sempre più a rafforzare e organizzare la propria attività, fino a riemergere in modo significativo nella seconda metà dell'Ottocento. Nel 1820, la Società dei Liberi Muratori del Rito Scozzese Antico ed Accettato pubblicò a Napoli la prima edizione dei propri statuti ufficiali.

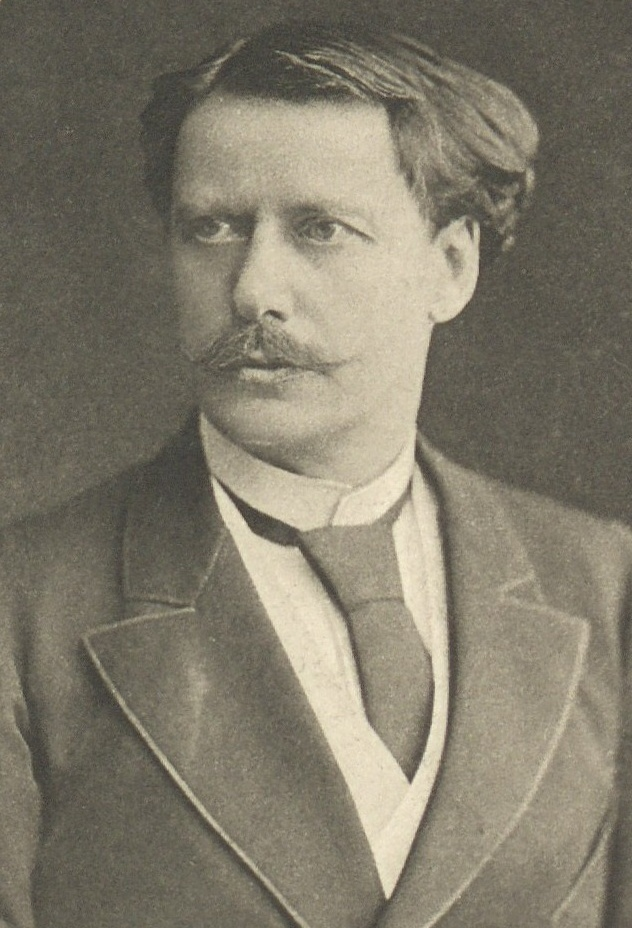
Costantino Nigra

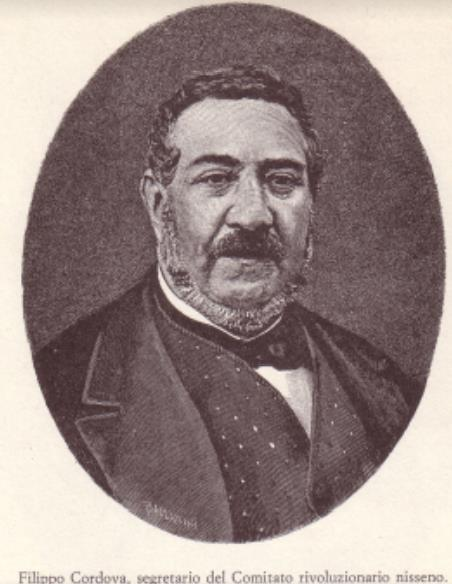
Filippo Cordova

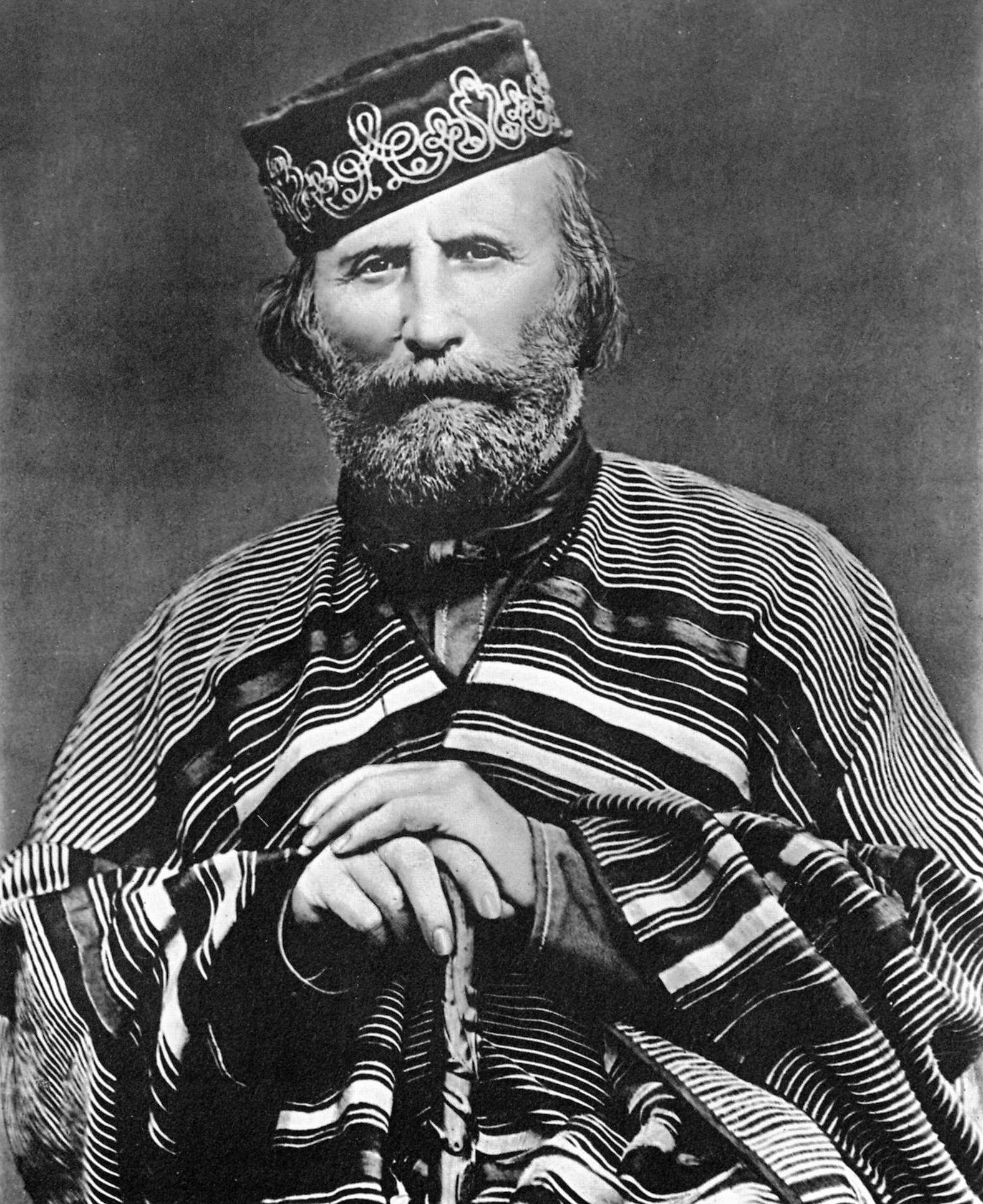
Giuseppe Garibaldi

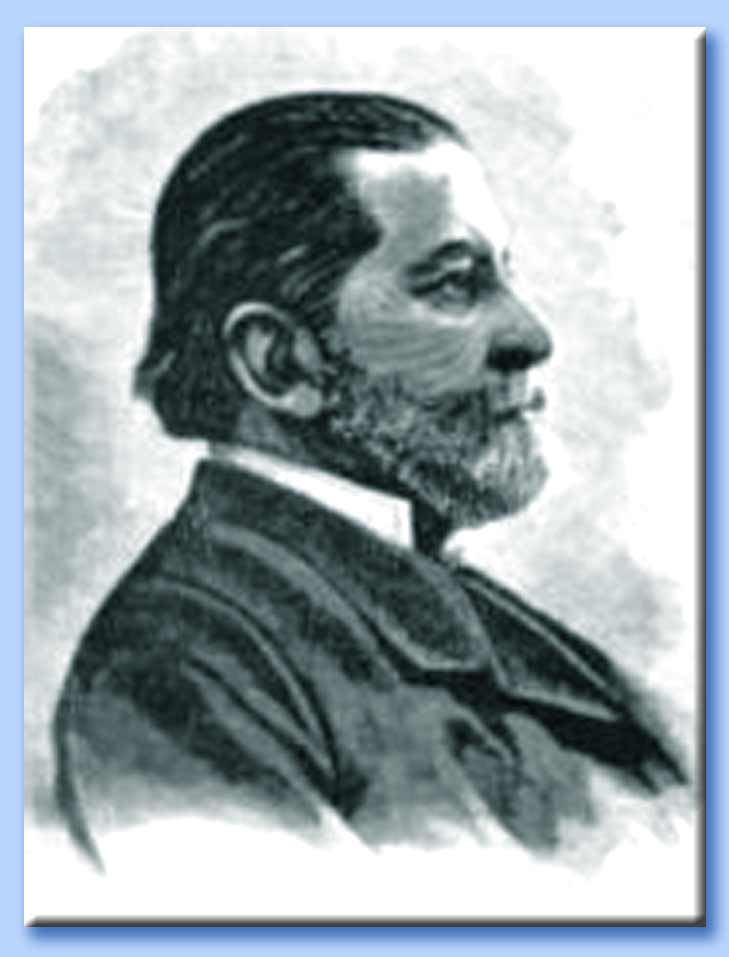
Adriano Lemmi

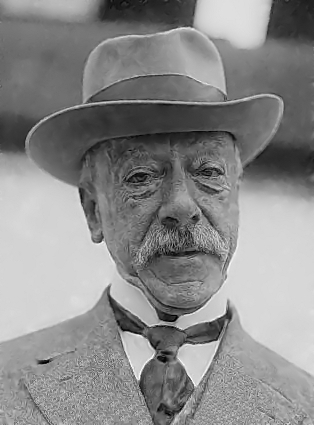
Ernesto Nathan

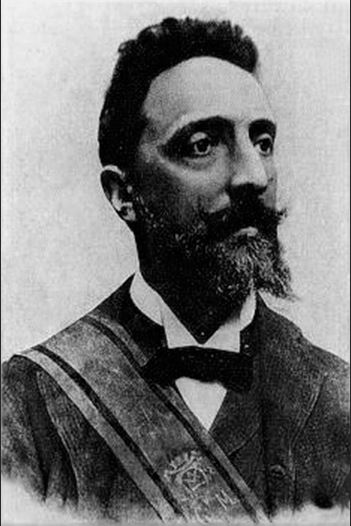
Ettore Ferrari

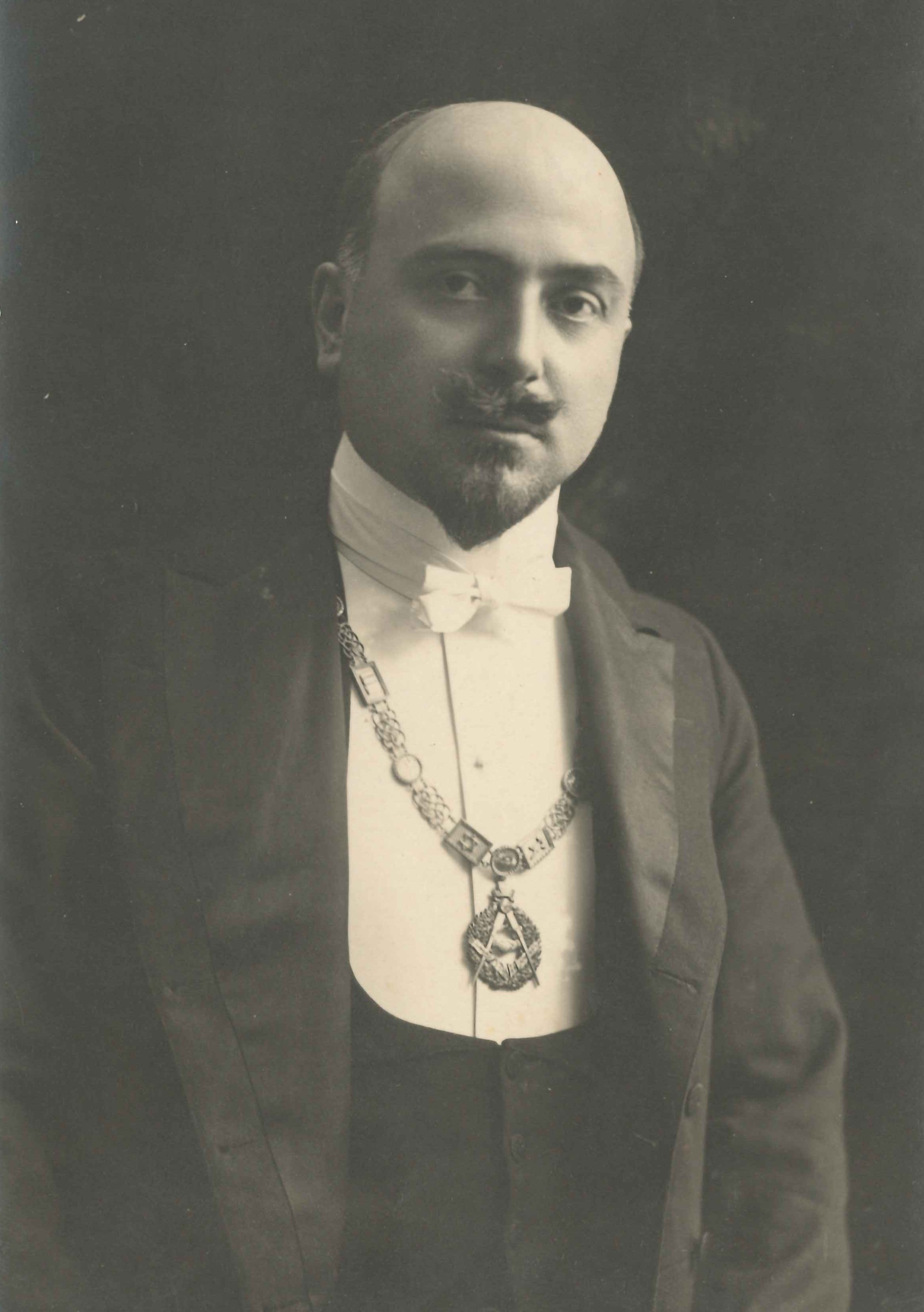
Domizio Torrigiani

L'8 ottobre 1859, a Torino, sette confratelli costituirono una nuova loggia, chiamata "Ausonia" dall'antico nome poetico dell'Italia. Da questo seme, il 20 dicembre 1859, sempre a Torino, nacque un'organizzazione che esplicitamente aspirava a diventare una Gran Loggia nazionale e assunse la denominazione di Grande Oriente Italiano. Costantino Nigra fu nominato gran maestro del Grande Oriente torinese il 3 ottobre 1861, ma già nell'anno successivo rinunciò all'incarico. Tale intento si concretizzò con la I assemblea costituente del Grande Oriente Italiano, che si tenne a Torino dal 26 dicembre 1861 al 1º gennaio 1862 sotto la presidenza di Felice Govean, facente funzioni di gran maestro, e con la presenza dei rappresentanti di ventotto logge. In quella occasione, Giuseppe Garibaldi, che era favorevole all'ingresso della donna in massoneria tanto da iniziare sua figlia Teresita e redigere un documento in cui propone di dare vita alla massoneria mista, fu salutato come "primo libero muratore italiano", ricevendo il 33º grado del Rito scozzese antico ed accettato: il Grande Oriente di Palermo gli conferì tutti i gradi scozzesi dal 4º al 33º; a condurre il rito fu un altro massone - Francesco Crispi - accompagnato da altri cinque. Successivamente (nel 1881) si aggiunse la suprema carica di Gran Hyerophante del Rito di Memphis e Misraim.
Ad assumerne la carica di gran maestro, il 1º marzo 1862, venne chiamato Filippo Cordova, eminente figura di giurista e di statista; la III assemblea costituente, convocata a Firenze dal 21 al 24 maggio 1864, elesse gran maestro Giuseppe Garibaldi (con il voto, tra gli altri, di Mikhail Bakunin); la sua carica durò pochissimo a seguito di disaccordi con gli altri membri. Diede le dimissioni dalla carica, e rimase gran maestro onorario a vita. A Garibaldi succedette nuovamente Filippo Cordova e poi Lodovico Frapolli, durante il cui ministero di Gran Maestro, nel 1870, la Gran Loggia spostò la propria sede da Firenze a Roma.
Giuseppe Garibaldi con una sua lettera chiese al Mazzini di sostituirlo nella carica di Gran Maestro onorario, ma quest'ultimo rifiutò, non avendo mai condiviso i metodi dell'organizzazione massonica lungo tutto il suo impegno risorgimentale. Il Grande Oriente d'Italia afferma l'impossibilità di provare l'appartenenza di Mazzini, che pure ebbe influenza nella società, anche se non partecipò mai alla vita dell'associazione, occupato com'era nella causa della "sua" società segreta, la Giovine Italia. In effetti Mazzini fu carbonaro, ma la carboneria fu presto distinta dalla massoneria.  È dubbio che Giuseppe Mazzini, al contrario del suo discepolo Aurelio Saffi, abbia aderito alla nuova massoneria del Regno d'Italia.
Nel 1884 fu pubblicata l'enciclica Humanum Genus di papa Leone XIII, che segnò probabilmente il momento più alto di scontro tra la Chiesa cattolica e la massoneria. Il documento pontificio, oltre ad addebitare alla massoneria "atroci vendette [...] su chi sia creduto reo di aver tradito il segreto e disubbidito al comando, e ciò con tanta audacia e destrezza, che spesso il sicario sfugge alle ricerche ed ai colpi della giustizia", sosteneva che l'obiettivo dei massoni era quello di "distruggere da cima a fondo tutta la disciplina religiosa e sociale che è nata dalle istituzioni cristiane, e sostituirla con una nuova, modellata sulle loro idee, e i cui princìpi fondamentali e le leggi sono attinte dal naturalismo".
In questo clima, venne eletto gran maestro Adriano Lemmi il 17 gennaio 1885, che fu sovrano gran commendatore del Rito scozzese antico ed accettato fino alla morte.  Lemmi si impegnò particolarmente nel chiamare a raccolta figure rappresentative del mondo politico e culturale, tra cui Giovanni Bovio, Giosuè Carducci, Agostino Bertani, Giuseppe Zanardelli e riuscì dove i suoi predecessori avevano fallito, ovvero a riunificare, sotto il labaro del Grande Oriente d'Italia, tutte le obbedienze massoniche italiane che, per varie vicissitudini, erano rimaste sino ad allora autonome.
Il 6 giugno 1889 in Campo de' Fiori a Roma avveniva l'inaugurazione del monumento a Giordano Bruno, opera dello scultore e futuro gran maestro Ettore Ferrari. L'oratore ufficiale fu il filosofo Giovanni Bovio; nel 1895 divenne gran Maestro Ernesto Nathan, poi sindaco di Roma. Adriano Lemmi, alla fine dell'Ottocento riteneva che la scomparsa del potere temporale dei papi fosse il "più memorabile avvenimento della storia del mondo".
Il 21 aprile 1901 il Grande Oriente inaugurò la sua nuova sede di Palazzo Giustiniani, mentre iniziava un fermento scissionistico che portò, da prima nel 1908 alla fuoriuscita del Supremo Consiglio del Rito Scozzese Antico e Accettato, e poi nel 21 marzo 1910, alla fondazione di una Gran Loggia, che ebbe come gran maestro Saverio Fera, sotto la denominazione di Serenissima Gran Loggia d'Italia, che dall'indirizzo della sua sede divenne nota anche come Gran Loggia di Piazza del Gesù, motivo principale della scissione fu la mozione Bissolati per il divieto dell'insegnamento religioso nella scuola primaria, o meglio le indicazioni di voto favorevole date dall'allora Gran Maestro, e non accettate da parte di tutti i parlamentari massoni.
Nel 1914, durante il XIV congresso del partito socialista tenutosi ad Ancona, un ordine del giorno firmato da Mussolini e da Giovanni Zibordi, che sancisce l'incompatibilità tra il socialismo e l'appartenenza alla massoneria, è approvato dai delegati (Mussolini è delegato della sezione del partito socialista di Milano). In conseguenza,  nel mese di maggio dello stesso anno, l'assemblea generale del Grande Oriente d'Italia vota l'espulsione dei fratelli che hanno partecipato al congresso di Ancona e votato in favore dell'ordine del giorno Mussolini-Zibordi.

### Il ventennio fascista e la repressione
(Gaetano Salvemini, Memorie di un fuoriuscito, Feltrinelli, Milano, 1960, p. 97)
Nella seduta del 13 febbraio 1923 presieduta da Benito Mussolini, il Gran Consiglio del fascismo dichiarava l'incompatibilità tra militanza fascista e appartenenza alla massoneria. La Gran Loggia di Piazza del Gesù tentò di ammorbidire gli effetti della deliberazione del Gran Consiglio fascista con una dichiarazione rilasciata alla stampa, per affermare che i massoni aderenti "obbediscono devotamente alla gerarchia fascista, superiore a tutte le contingenze e quindi possono continuare a servire la Patria e l'organizzazione fascista, fedeli e disciplinati al supremo duce Benito Mussolini e al suo governo" e rendendo obbligatoria una dichiarazione di fedeltà al fascismo da parte dei propri affiliati.
Il 16 maggio 1925 Antonio Gramsci tenne il primo e unico intervento contro la legge di scioglimento delle logge masoniche, non tanto in difesa della massoneria in se stessa, quanto piuttosto per denunciare la deriva liberticida in atto.
Tuttavia, il 19 maggio 1925 la Camera dei deputati approvò con 289 voti favorevoli e solo 4 contrari (11 persone lasciarono l'aula) il progetto di legge sulla disciplina delle associazioni, presentato da Mussolini e mirante soprattutto allo scioglimento della massoneria. Nell'ottobre dello stesso anno, subito prima della approvazione della legge anche al Senato del Regno, numerose logge furono devastate dai fascisti: Mola cita quelle di "Bari, Genova, Forlì, Modena". Mussolini riteneva che la moderna democrazia di origine illuminista non fosse altro che una subdola dittatura massonica.
Il 22 novembre 1925 il Gran maestro Domizio Torrigiani firmò l'ordine di scioglimento di tutte le logge massoniche, ma non del Grande Oriente d'Italia; il 26 novembre il re promulgò la legge, che entrò in vigore quindici giorni dopo la sua pubblicazione sulla Gazzetta ufficiale.
Il 28 maggio 1930 gli esuli fondarono una nuova loggia, l'"Italia Nuova" numero 609, dalla quale provenne un notevole contributo alla causa repubblicana nella guerra civile spagnola, cui parteciparono nove membri della loggia, tra i quali Randolfo Pacciardi e Francesco Fausto Nitti.

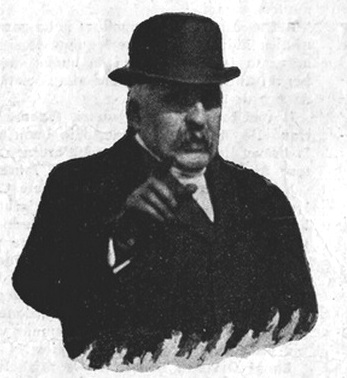
Eugenio Chiesa

Il 12 gennaio 1930, Eugenio Chiesa fu eletto gran maestro aggiunto del Grande Oriente d'Italia in esilio, nel quale si riconobbero le logge italiane costituite all'estero (Egitto, Tunisia, Argentina, ecc.) e già all'obbedienza del Grande Oriente.
In quel periodo il Grande Oriente d'Italia era in rapporti di amicizia con la Gran Loggia di Francia; a Parigi nel 1913 era stata fondata da italiani la Loggia "Italia" numero 450.

### Il secondo dopoguerra
Il 10 luglio 1944, il Comitato della Grande Maestranza formato da Umberto Cipollone, Guido Laj e Gaetano Varcasia emanò la circolare numero 1 ai "Carissimi Fratelli Venerabili, Fratelli tutti d'Italia", in cui il comitato si considerava erede diretto di Domizio Torrigiani ed Ettore Ferrari e alla vigilia del referendum istituzionale del 2 giugno 1946 il Grande Oriente così si espresse:
Dopo la caduta del fascismo la massoneria italiana risorse sia sotto i vessilli del Grande Oriente di Palazzo Giustiniani sia nella versione di Piazza del Gesù, con iniziativa di Raoul Palermi.
Il 19 marzo 1949 il Grande Oriente d'Italia approvò il testo di una costituzione dell'Ordine. Cardine del nuovo ordinamento era la netta separazione dei Riti dall'Ordine, secondo la riforma già impostata nel 1922 da Torrigiani ma non condotta in porto per gli eventi che si succedettero. In conseguenza di ciò, non vi sarebbero più state logge dell'uno o dell'altro rito, ma ognuna avrebbe lavorato solo secondo i rituali tre gradi universali di apprendista, compagno e maestro; solamente raggiunta quest'ultima dignità i confratelli, volendo, avrebbero potuto accedere ai Riti quali scuole di perfezionamento. La costituzione, che recepisce i landmark e quindi collega fortemente il Grande Oriente alla tradizione universale massonica, fu depositata dinanzi all'autorità civile.

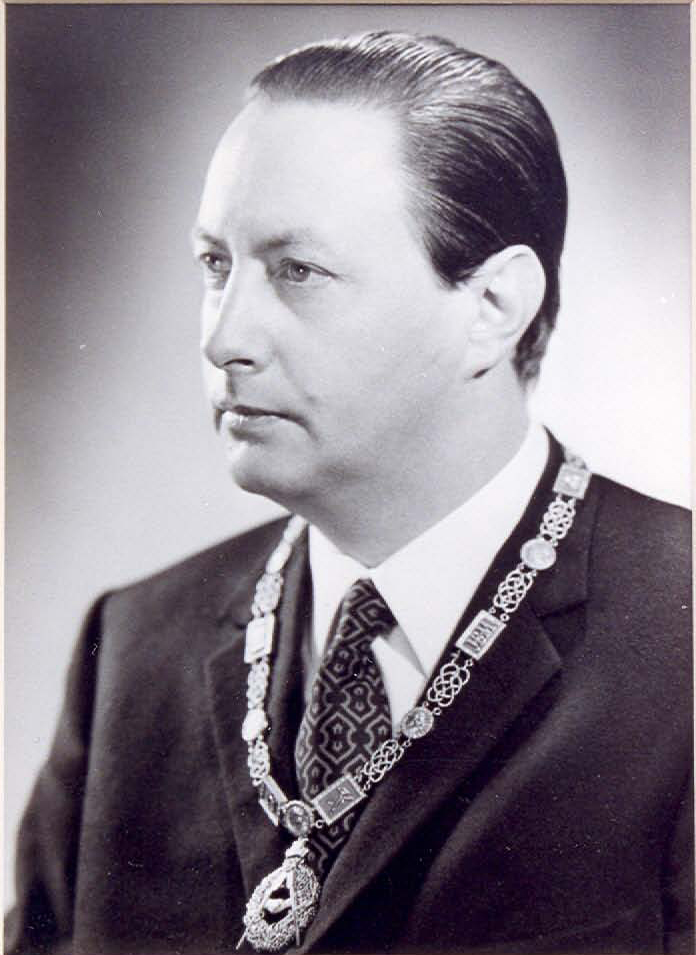
Lino Salvini

Il 13 settembre 1958 fu istituita a Vicenza la George Washington Lodge n. 585, prima loggia massonica militare statunitense riconosciuta dal GOI.
Il 13 settembre 1972 "l'aspirazione del popolo massonico italiano alla universalità" (Lino Salvini) fu realizzata con il riconoscimento della regolarità del Grande Oriente d'Italia da parte della Gran Loggia Unita d'Inghilterra (riconoscimento che nel 1993 passerà alla Gran Loggia Regolare d'Italia); fu proprio il gran maestro Salvini ad annunciare lo storico evento ai suoi confratelli. Sulla scia di tale avvenimento si rinnovarono da più parti i tentativi di fusione con la Gran Loggia di Piazza del Gesù, ma invano; sebbene le prime logge femminili risalissero già alla Napoli di fine XVIII secolo, l'ostacolo principale fu rappresentato dal fatto che quest'ultima fin dal 1956 avesse accettato il principio dell'iniziazione femminile, dando vita e riconoscendo logge costituite anche da donne. Successivamente, il 18 settembre 1973 avvenne una fusione tra il Grande Oriente e circa 200 logge già appartenenti a Piazza del Gesù, ma il generale Giovanni Ghinazzi, Gran Maestro della Gran Loggia d'Italia, la sconfessò, proseguendo per la sua strada.
Il 12 settembre 1978 l' Osservatore Politico di Pecorelli pubblicò un articolo intitolato La Gran Loggia Vaticana contenente i nominativi di 113 alti prelati e 8 influenti cattolici massoni, con le date di iniziazione, i numeri di tessera e la sigla massonica.

### Lo scandalo della P2 e l'inchiesta Cordova del 1992

Licio Gelli

Propaganda due era stata una loggia aderente al Grande Oriente d'Italia, fondata nel 1877 col nome di “Propaganda massonica”. La sua caratteristica principale era quella di garantire un'adeguata copertura e segretezza agli iniziati di maggior importanza, sia all'interno sia al di fuori dell'organizzazione. Per tale motivo la loggia, ribattezzata “Propaganda due” nel secondo dopoguerra (da qui: "P2"), fu sempre alle dipendenze dirette del Gran maestro del GOI sino all'avvento di Licio Gelli. Quest'ultimo venne prima delegato dal Gran maestro Lino Salvini a rappresentarlo in tutte le funzioni all'interno della loggia (1970), poi ne fu nominato Maestro venerabile (1975). La circostanza che, nel periodo della maestranza, Gelli fosse riuscito a riunire in segreto almeno un migliaio di personalità di primo piano, principalmente della politica e dell'Amministrazione dello Stato, e la pubblicazione del suo programma sovversivo dell'assetto socio-politico-istituzionale, suscitò uno dei più gravi scandali politici nella storia della Repubblica Italiana.

Armando Corona

Il 31 ottobre 1981, sette mesi dopo il rinvenimento delle liste degli affiliati alla P2, la corte centrale del Grande Oriente d'Italia, presieduta dal nuovo gran maestro Armando Corona, per evitare ulteriori scandali, espulse Licio Gelli dal consesso massonico, pur asserendo che già nel 1976 la P2 aveva sospeso ufficialmente la propria attività all'interno dello stesso Grande Oriente d'Italia, e da allora non avrebbe più agito all'interno del consesso massonico ufficiale. La Commissione parlamentare d'inchiesta, presieduta dall'on. Tina Anselmi, concluse che la loggia era una vera e propria "organizzazione criminale" ed "eversiva"; la loggia venne sciolta con la legge 25 gennaio 1982, n. 17. Lo "scandalo della P2" ha determinato un notevole appannamento dell'immagine della massoneria in Italia, costituendo un danno per tutto il variegato movimento massonico italiano e non solo per il Grande Oriente d'Italia, di cui la P2 era parte. Il 18 novembre 1984 fu promulgata la nuova costituzione dell'Ordine, in cui si afferma che il Grande Oriente d'Italia rappresenta la sola fonte legittima di autorità massonica nel territorio italiano e nei confronti delle Comunioni massoniche estere. Si stabilisce che il GOI, nei rapporti giuridici con la società civile, si colloca tra le associazioni non riconosciute. Vengono inoltre introdotte importanti novità in ordine alla trasparenza interna dell'organizzazione.
Tuttavia il Grande Oriente d'Italia rimase segnato dalla vicenda della P2. Nel 1992, all'indomani di un'ulteriore inchiesta giudiziaria, l'inchiesta Cordova, così detta da Agostino Cordova, il magistrato italiano titolare dell'indagine, inchiesta che venne archiviata con sentenza del tribunale ordinario di Roma del 3 luglio 2000.. L'allora Gran Maestro del Grande Oriente d'Italia Giuliano Di Bernardo preferì prendere con forza le distanze dall'obbedienza che presiedeva, fondando la Gran Loggia Regolare d'Italia, che immediatamente ottenne il riconoscimento della Gran Loggia Unita d'Inghilterra. L'8 marzo 2023 la Gran Loggia Unita d'Inghilterra (UGLE) ha riconosciuto nuovamente il Grande Oriente d'Italia (GOI) in quanto soddisfa i Principi fondamentali per il riconoscimento delle Grandi Logge inglesi.
In seguito all'inchiesta Cordova,  dopo numerose pubblicazioni di liste su quotidiani nazionali e locali, nel 1993 il quotidiano L'Unità pubblicò in un libretto allegato (La Toscana delle Logge) i nomi di tutti i membri di tutte le logge toscane (di tutte le Obbedienze), morti compresi. Molti dei membri così rivelati ancora in vita subirono attacchi e patirono discriminazioni di ogni sorta perché massoni. Allora era direttore de l'Unità Walter Veltroni, figlio del già massone Vittorio Veltroni.

## Struttura amministrativa
A livello strettamente amministrativo la massoneria in Italia ha un organigramma che può differire in parte in base alle diverse obbedienze. La struttura di questa società è organizzata in logge; ogni loggia è composta da un numero variabile di persone, solitamente il numero minimo è 7, ed è retta dal Maestro Venerabile, che la presiede; questi è eletto tra i fratelli della loggia che abbiano raggiunto almeno il 3º grado iniziatico (maestro massone). Una o più logge formano un Oriente, uno o più Orienti formano una provincia massonica, che solitamente, ma non necessariamente, coincide con la provincia amministrativa. Tutte le logge formano un'obbedienza.
A presiedere l'obbedienza è il Gran Maestro, che viene eletto tradizionalmente dai maestri venerabili di tutte le logge, anche se ogni obbedienza può avere regole di elezione sue proprie: ad es. nel Grande Oriente d'Italia l'elettorato compete a tutti i maestri massoni, mentre nella Gran Loggia d'Italia oltre ai maestri venerabili votano anche i presidenti delle camere del Rito scozzese in quanto le figure del gran maestro e quella del sovrano gran commendatore coincidono. Esistono poi, con modalità diverse da un'obbedienza all'altra, altri delegati su base provinciale e regionale, e altri funzionari che fanno da collegamento tra le logge e il Gran Maestro. In questo senso, la massoneria non si differenzia da altre associazioni.

## Aspetti giuridici
L'articolo 18 della Costituzione della Repubblica Italiana, al primo comma riconosce e tutela la libertà d'associazione, e prevede che i cittadini abbiano il diritto di associarsi, senza autorizzazione, per fini che non sono vietati ai singoli dalle leggi; il medesimo articolo, tuttavia, al comma secondo, vieta le associazioni segrete.
In occasione dello scioglimento d'autorità della Loggia P2, fu emanata la legge numero 17 del 25 gennaio 1982, la cosiddetta legge Spadolini-Anselmi: in base a tale legge, si "considerano associazioni segrete e come tali vietate dall'articolo 18 della Costituzione quelle che, anche all'interno di associazioni palesi, occultando la loro esistenza ovvero tenendo segrete congiuntamente finalità e attività sociali, ovvero rendendo sconosciuti, in tutto o in parte e anche reciprocamente, i soci, svolgono attività diretta ad interferire sull'esercizio delle funzioni di organi costituzionali, di amministrazioni pubbliche, anche ad ordinamento autonomo, di enti pubblici, anche economici, nonché di servizi pubblici essenziali di interesse nazionale".
I responsabili delle maggiori associazioni massoniche italiane hanno spesso affermato che tali caratteristiche non sono rintracciabili nella massoneria in quanto tale, e in effetti la legge Spadolini-Anselmi dal punto di vista puramente operativo non è mai stata applicata a tali associazioni, ma nel 1993 la sezione disciplinare del Consiglio Superiore della Magistratura ha dichiarato incompatibile l'appartenenza alla magistratura con l'affiliazione alla Massoneria, ipotizzando l'imputabilità di un illecito disciplinare nei confronti dei magistrati massoni. Nel 1995 le Sezioni Unite civili della Cassazione hanno confermato la posizione del CSM.
La Procura di Roma iniziò un procedimento contro Licio Gelli e una ventina di altre persone, accusate di cospirazione politica, associazione per delinquere e altri reati. Dopo un'inchiesta durata quasi dieci anni, nell'ottobre 1991, il giudice istruttore presso il Tribunale penale di Roma chiese il rinvio a giudizio. Il processo durò un anno e mezzo e con sentenza in data 16 aprile 1994, depositata il successivo 26 luglio, la Corte pronunciò una sentenza d'assoluzione di tutti gli imputati dal reato di attentato alla Costituzione mediante cospirazione politica perché il fatto non sussiste. L'appello, proposto, fu rigettato, e il 27 marzo 1996 la Corte d'appello confermò la sentenza assolutoria.
Il 3 luglio 2000 il tribunale ordinario di Roma emise una sentenza di archiviazione per l'inchiesta promossa nel 1992 dal giudice Agostino Cordova, il magistrato titolare dell'indagine, contro il Grande Oriente d'Italia.
Con una sentenza definitiva del 12 dicembre 2001 la Corte europea dei diritti dell'uomo di Strasburgo ha condannato l'Italia nel caso "Grande Oriente d'Italia di Palazzo Giustiniani contro Italia" (Richiesta n. 35972/97). Il Grande Oriente d'Italia contestava la legge regionale delle Marche n. 34 del 5 agosto 1996, pubblicata nel Giornale ufficiale del 14 agosto dello stesso anno, che rendeva obbligatoria una dichiarazione di non-appartenenza a una loggia massonica per tutti i candidati a una nomina di un organismo pubblico della regione. La Corte europea dei diritti dell'uomo ha condannato l'Italia per violazione dell'art. 11 della Convenzione europea dei diritti dell'uomo, che garantisce il diritto alla libertà d'associazione, e ha condannato l'Italia a versare al Grande Oriente d'Italia 10 milioni di lire per il rimborso delle spese. Tuttavia la Regione Marche non si adeguò alla sentenza.
Con una sentenza del 12 dicembre 2001 la Corte europea dei diritti dell'uomo di Strasburgo ha condannato l'Italia nel caso "N. F. contro Italia" (Richiesta n. 37119/97). Magistrato, nato nel 1942, il richiedente domandò dopo l'estate 1990 la sua affiliazione al Grande Oriente d'Italia di Palazzo Giustiniani. Il 5 marzo 1991, divenne membro della loggia «Adriano Lemmi» di Milano. Durante l'estate 1992, lesse sulla stampa nazionale che alcune procure –in particolare quella di Palmi (RC)– avevano aperto delle inchieste su delle logge associate al Grande Oriente d’Italia di Palazzo Giustiniani. Nell'ottobre del 1992 fece domanda di lasciare l'associazione e il 5 novembre dello stesso anno fu messo «in sonno». La procura di Palmi trasmise la lista dei magistrati iscritti alla massoneria in suo possesso al Consiglio superiore della magistratura, che a sua volta la trasmise al ministro della Giustizia e al procuratore generale della Corte di cassazione. In questo contesto la lista in questione fu pubblicata, almeno in parte, sulla stampa nazionale. Nel luglio del 1993, il richiedente fu interrogato da un ispettore dell'Ispezione generale del Ministero della giustizia. Nel febbraio 1994 fu di nuovo interrogato dal Procuratore generale della Corte di cassazione. Nel giugno del 1994, la sezione disciplinare del Consiglio superiore della magistratura gli inflisse una censura per aver violato l’articolo 18 del regio decreto legislativo n. 511 del 31 maggio 1946. Il 13 giugno 1993 il richiedente ricorse in cassazione, che il 10 dicembre 1996 rigettò il ricorso. Il 17 maggio 2000, la quarta commissione del Consiglio superiore della magistratura diede di nuovo (aveva già reso una decisione simile precedentemente, in data non precisata) un parere negativo concernente la promozione del richiedente — per la quale le condizioni richieste erano riunite già dal 17 ottobre 1997 —, e ciò a causa della sanzione disciplinare subita dal richiedente. La Corte europea dei diritti dell'uomo ha condannato l'Italia per violazione dell'art. 11 della Convenzione europea dei diritti dell'uomo, che garantisce il diritto alla libertà d'associazione, e ha condannato l'Italia a versare al richiedente 20 milioni di lire per il torto subito e più di altri 27 milioni di lire per il rimborso delle spese.
Con una sentenza del 17 febbraio 2004 la stessa Corte europea ha condannato l'Italia nel caso "Maestri contro Italia" (Richiesta n. 39748/98). Nato nel 1944 e residente a Viareggio, il richiedente era un magistrato che esercitava la funzione di presidente ad interim del tribunale di La Spezia. Il 23 novembre 1993, in seguito a un'inchiesta dell'ispezione generale del ministero, il ministro della Giustizia intraprese contro di lui una procedura disciplinare in quanto era stato affiliato a una loggia massonica del Grande Oriente d'Italia di Palazzo Giustiniani. Il ministro gli rimproverava di essere stato membro della massoneria dal 1981 a marzo 1993, e sosteneva che aveva perciò violato l’articolo 18 del regio decreto legislativo n. 511 del 31 maggio 1946 e per questo, con una decisione in data 10 ottobre 1995, la sezione disciplinare del Consiglio superiore della magistratura gli inflisse una censura, e in seguito fu mutato d'ufficio in Sicilia. La Corte europea dei diritti dell'uomo ha di nuovo condannato l'Italia per violazione dell'art. 11 della Convenzione europea dei diritti dell'uomo, che garantisce il diritto alla libertà d'associazione, e ha condannato l'Italia a versare al richiedente 10.000 euro per il torto subito e altri 14.000 euro per il rimborso delle spese.
Con una risoluzione in data 8 dicembre 2004, constatando che tre anni dopo l'Italia non ha ancora applicato la sentenza definitiva della Corte europea dei diritti dell'uomo del 12 dicembre 2001 (Richiesta n. 35972/97), concernente la legge regionale delle Marche n. 34 del 5 agosto 1996, il Consiglio dei ministri dell'Unione europea ha adottato una risoluzione relativa a questa sentenza, ricordando che tutti gli Stati sono obbligati di conformarsi alle decisioni della corte, e l'Italia è tra i paesi che meno rispettano le sentenze della Corte europea dei diritti dell'uomo.
Con una sentenza in data 31 maggio 2007, e definitiva il 31 agosto 2007, la stessa Corte europea ha nuovamente condannato l'Italia nel caso "Grande Oriente d'Italia di Palazzo Giustiniani contro Italia (n. 2)" (Richiesta n. 26740/02) a proposito della legge regionale n. 1 del 15 febbraio 2000 della regione autonoma del Friuli-Venezia Giulia, la quale prevede che i candidati a una nomina nei Consigli di amministrazione delle Società a partecipazione regionale, in quelli degli enti regionali e nei Comitati di nomina regionale, "devono dichiarare alla Presidenza della Giunta regionale e alla Giunta delle nomine del Consiglio regionale la loro eventuale appartenenza a società massoniche o comunque a carattere segreto." La Corte europea dei diritti dell'uomo ricorda che ha già condannato l'Italia in un caso simile in data 12 dicembre 2001 (Richiesta n. 35972/97) concernente la legge regionale delle Marche n. 34 del 5 agosto 1996, e ha anche in questo caso condannato l'Italia per violazione degli artt. 11 e 14 della Convenzione europea dei diritti dell'uomo, che garantisce il diritto alla libertà d'associazione, e ha condannato l'Italia a versare al richiedente 5.000 euro per il rimborso delle spese.
Nel 2012 il tribunale di Prato ha pubblicato un documento riguardante le “Condizioni e documenti necessari per l’iscrizione nel registro dei periti”, nel quale veniva chiesto ai candidati di dichiarare la loro eventuale appartenenza alle logge massoniche. Questa discriminazione ha portato il Grande Oriente d’Italia di Palazzo Giustiniani a presentare ricorso alla Corte Europea di Strasburgo per violazione della Convenzione europea dei diritti dell’uomo, con particolare riferimento all’articolo 11, che garantisce a ogni persona il diritto alla libertà di associazione, limitabile solo se necessario per motivi legati all’ordine pubblico, alla prevenzione dei disordini e dei reati e alla sicurezza nazionale.
Il 7 aprile 2017 è stato riconsegnato al Grande Oriente d'Italia il primo dei circa 800 faldoni che nel 1992 il capo della Procura di Palmi (RC) Agostino Cordova fece sequestrare, in seguito al dissequestro degli elenchi degli iscritti al Grande Oriente d'Italia e alle altre obbedienze, ordinato il 3 ottobre 2016 dal giudice per le indagini preliminari Bernadette Nicotra.
Nel gennaio 2018 sono state pubblicate le conclusioni (Relazione) di una indagine della Commissione parlamentare antimafia riguardante le "Infiltrazioni di Cosa Nostra e della ‘Ndrangheta nella Massoneria in Sicilia e Calabria". La Commissione ha audito a testimonianza, ai sensi dell'art. 4 della legge istitutiva, in data 24 gennaio 2017, i rappresentanti legali del Grande Oriente d'Italia, della Gran Loggia d'Italia degli Antichi Liberi Accettati Muratori e della Gran Loggia Regolare d'Italia. Le indagini della Commissione sono dedicate, in particolare, ad approfondire i profili di esposizione al rischio di infiltrazione e condizionamento di tali associazioni da parte della criminalità organizzata, in particolare nelle regioni Calabria e Sicilia. Il Presidente della Commissione di nuova nomina, l'on.Nicola Morra, ha dichiarato, pregiudizialmente, nella prima intervista resa alla stampa, che i lavori della Commissione si concentreranno sulla (cosiddetta) Trattativa Stato–Mafia e sulla pretesa contiguità tra massoneria e organizzazioni criminali, e così testualmente: "…si cercherà di capire come la massoneria venga ad essere spesso un fronte in cui le criminalità di stampo mafioso si insediano … il legame tra alcuni pezzi della massoneria e della criminalità mafiosa deve essere ulteriormente analizzato…" (dall'intervista resa al FattoQuotidiano.it in data 14 novembre 2018).
Le risultanze circostanziate delle indagini, rese note nella relazione, hanno accertato la presenza di circa 17.000 persone iscritte nel periodo dal 1990 al 2017 (alla data delle audizioni) nelle logge calabresi e siciliane, appartenenti alle quattro Obbedienze esaminate dalla Commissione, delle quali 193 casi aventi evidenza giudiziaria per fatti di mafia, rispetto a cui "è emerso che, per la gran parte dei predetti, i rispettivi procedimenti, per il delitto di cui all'art. 416 bis c.p. o altri delitti aggravati dall'art. 7 del citato decreto legge 152/91, si sono conclusi con decreto di archiviazione per i più svariati motivi, sentenza di assoluzione o sentenza di proscioglimento". La relazione, inoltre, non ha mancato di precisare che, di queste 193 persone (su 17.000, sempre nel periodo dei 27 anni prescelti, dal 1990 al 2017), "sei (sono stati, ndr.) destinatari di sentenze definitive per 416 bis c.p., vi sono ulteriori 25 posizioni per cui vi sono ancora processi pendenti".
Quindi, delle quasi 17.000 persone esaminate, 6 sono state condannate in via definitiva per l’art. 416 bis c.p. (nei 27 anni di riferimento, rispetto alle 4 associazioni esaminate) e 25 persone sono tuttora sotto processo alla data della relazione. Di queste 31 persone, tuttavia, non è precisata, nella relazione, l’associazione di appartenenza..
Nel novembre del 2018, dopo sei anni di processi, la prima sezione penale della Suprema Corte di Cassazione ha rigettato il ricorso dell'ex procuratore di Palmi Agostino Cordova nel processo per diffamazione a mezzo stampa contro Antonio Giancarlo Perfetti, Gran Maestro Onorario del Grande Oriente d'Italia, condannando Cordova alle spese di giudizio.
Nel mese di aprile 2019 i deputati regionali Antonio Catalfamo ed Eleonora Lo Curto, col patrocinio dei loro avvocati, hanno depositato al Tar di Palermo un ricorso contro la comunicazione con cui il Presidente dell'Ars Gianfranco Micciché ha reso noto che i due parlamentari si erano sottratti all'obbligo, introdotto dalla L.R. n.18/2018, di dichiarare la loro appartenenza, o meno, alla massoneria o ad associazioni similari.
Nel mese di luglio 2019 le indagini dei carabinieri del ROS, coordinate dalla procura distrettuale antimafia di Palermo, svelano una rete di affari e relazioni segrete: il clan mafioso di Licata poteva contare su un insospettabile funzionario regionale, Lucio Lutri, che era stato maestro venerabile della loggia "Pensiero e azione" del Grande Oriente d'Italia. E pure il figlio dell'ultimo capomafia dell'Agrigentino, Vito Lauria, era maestro venerabile della loggia "Arnaldo da Brescia", anche questa appartenente al Grande Oriente d'Italia e Laura Jr., succeduto a Vito nella direzione della loggia. I carabinieri sono entrati nelle sedi delle logge per acquisire gli elenchi degli iscritti.
Nel mese di novembre 2019, a proposito di un comunicato della Commissione parlamentare antimafia, il suo presidente, senatore Nicola Morra, ha tenuto a chiarire che "il presidente Nicola Morra non ha inteso affermare che la Commissione Antimafia da lui presieduta ha accertato rapporti tra 'ndrangheta e Grande Oriente d'Italia (GOI)".
Nel mese di ottobre 2020 la Commissione per le petizioni dell’Unione europea pubblica le sue conclusioni sulla richiesta di abrogazione della legge n. 18 della Regione Siciliana, del 12 ottobre 2018, sull’obbligo dichiarativo dei deputati dell'Ars, componenti della giunta regionale e degli amministratori locali, in tema di affiliazione a logge massoniche, e annuncia che chiederà alle autorità italiane le informazioni necessarie per valutare la compatibilità delle disposizioni della legge con il diritto dell'Unione europea, compresi quelli fondamentali riconosciuti dalla Carta dei diritti fondamentali dell'Unione europea, e che informerà il Parlamento europeo sulle sue conclusioni.
Con una sentenza pubblicata il 27 ottobre 2021, la Seconda Sezione Civile del Tribunale di Reggio Calabria, nella causa per diffamazione aggravata promossa da Agostino Cordova contro il Grande Oriente d’Italia di Palazzo Giustiniani, ha respinto la richiesta avanzata dall’ex Procuratore di Palmi condannandolo al pagamento delle spese processuali in favore del Grande Oriente d'Italia.
Nel mese di gennaio del 2024 il governo italiano ha informato la Corte europea dei diritti dell'uomo di Strasburgo che il documento del tribunale di Prato del 2012 riguardante le “Condizioni e documenti necessari per l’iscrizione nel registro dei periti”, nel quale veniva chiesto ai candidati di dichiarare la loro eventuale appartenenza alle logge massoniche, è stato rimosso. Di conseguenza, lo Stato ha chiesto l’archiviazione del caso in base all’articolo 37 della Convenzione. Il Grande Oriente ha accettato l’archiviazione della richiesta, riconoscendo che le autorità italiane avevano risolto le violazioni contestate. Ha inoltre richiesto che, in conformità con l’articolo 43, comma 4 del Regolamento, le spese legali fossero addebitate allo Stato italiano. La Corte europea dei diritti dell'uomo ha ricordato che, per concludere la controversia, è necessario esaminare se i fatti contestati persistono e se le conseguenze di una presunta violazione della Convenzione sono state eliminate. Nel caso in questione, entrambe le parti concordavano sul fatto che i fatti contestati non persistevano più. Di conseguenza, la Corte ha ritenuto che la controversia fosse stata risolta e ha deciso di archiviare la richiesta. Riguardo alle spese legali, i giudici europei hanno stabilito, tenendo conto delle circostanze del caso, di assegnare alla Massoneria la somma di 1.500 euro per le spese sostenute.
Con ordinanza del 5 aprile 2024 il tribunale di Roma, collegio del reclamo, composto da tre giudici, ha respinto il reclamo del Grande Oriente d'Italia, confermando la decisione presa il 30 novembre 2023 che, constatando l'insussistenza di un esplicito divieto per ogni associato di manifestare il proprio pensiero politico sui social network, essendo detto divieto limitato i soli lavori nella Loggia, annullava la sentenza di sospensione per un anno dai lavori massonici e per tre anni dalle cariche di Antonino Salsone. Il Collegio ritiene che "la natura apolitica dell'associazione espressamente codificata dalle norme generali statutarie e regolamentari richiamate, non vale a comprimere il diritto di manifestazione del pensiero di ogni associato fino a precludergli la possibilità di esternare, a titolo meramente personale, il proprio pensiero politico su canali di informazione destinati a raggiungere una moltitudine indeterminata di interlocutori." Infine "Il Tribunale di Roma, in composizione collegiale, così provvede:
rigetta il reclamo;
dà atto, ai sensi dell’art. 13, comma 1 quater, D.P.R. n. 115, della sussistenza dei presupposti per il versamento da parte del reclamante ed in favore dell’Erario dell’ulteriore importo a titolo di contributo unificato, pari a quello dovuto per il reclamo;
spese al merito.
Così deciso nella camera di Consiglio di Roma del 2 aprile 2024 ”.
Un'ordinanza cautelare della sedicesima sezione del tribunale civile di Roma in data 25 ottobre 2024 sospende l'efficacia
A) delle delibere adottate dalla Commissione Elettorale Nazionale statuenti sui criteri per l’annullamento delle schede votate e sull’attribuzione della cifra elettorale per le liste impegnate nella consultazione elettorale indetta per l’elezione del Gran Maestro del Grande Oriente d'Italia per il quinquennio 2024-2029;
B) dell’atto di proclamazione del nuovo Gran Maestro nella persona di Antonio Seminario, adottato dal Gran Maestro Stefano Bisi in data 06/04/2024 nonché del decreto di insediamento a Gran Maestro di Antonio Seminario e dei Grandi Dignitari Sandro Cosmai, Giuseppe Trumbatore, Sergio Monticone, Raffaele Sechi, Marco Vignoni ed Andrea Mazzotta e del Gran Segretario Emanuele Melani del 6/9 aprile 2024.
Il 27 Novembre 2024 il Tribunale civile di Roma nomina, ai sensi dell’articolo 78 del Codice di Procedura Civile, Curatore Speciale del Grande Oriente d'Italia l'avvocato Raffaele Cappiello.
Con una sentenza depositata il 19 dicembre 2024 la Corte europea dei Diritti dell'Uomo ha condannato l'Italia per la perquisizione della sede del Grande Oriente d'Italia e per il sequestro di 39 faldoni di schede relative ai 6'000 iscritti alle Logge del GOI in Sicilia e in Calabria nel marzo 2017 su ordine della Commissione parlamentare antimafia presieduta dall'on. Rosy Bindi (PD). La Corte afferma che la perquisizione e il sequestro costituivano una violazione dell'art. 8 della Convenzione europea dei Diritti dell'Uomo, che protegge il domicilio e la riservatezza, e aggiunge che il provvedimento era sproporzionato, non sussistendo "elementi che avrebbero potuto suffragare un ragionevole sospetto del coinvolgimento dell'Associazione nei fatti oggetto d'indagine". La corte ha condannato lo Stato italiano a versare 9.600 euro per danni non pecuniari e 5.344 euro per spese legali al Grande Oriente d'Italia.

## Massoneria e partiti politici
Nel XX secolo il Partito Comunista, il Partito Socialista Italiano, il Partito Nazionale Fascista e la Democrazia Cristiana hanno in varie occasioni sancito l'incompatibilità tra l'appartenenza alla Massoneria e al partito.
Nella circolare n. 84 del primo gennaio 1906 il Gran Maestro del Grande Oriente d'Italia, Ettore Ferrari, in prossimità delle elezioni amministrative, pur non dando nessuna indicazione tassativa di voto, indicava con quali forze i massoni dovevano collaborare e ricordava ai fratelli che "sono compatibili con la Massoneria tutti i partiti progressisti, incompatibili tutti i retrivi" e che "è loro vietato, anche nelle forme più indirette, qualsivoglia compromesso con i clericali.". In conseguenza Adolfo Bona, Giacinto Cibrario, Edoardo Daneo, Achille Durio, Cesare Frescot, Angelo Rossi e Tommaso Villa furono espulsi dal GOI per essersi alleati con i clericali nelle elezioni amministrative a Torino.
Il 15 febbraio 1907 il segretario generale del Grande Oriente d'Italia informò la giunta "che alcuni fatti, ai quali accenna, dimostrano come il ministero della Guerra si adoperi a conoscere quali ufficiali dell'esercito appartengano alla Massoneria allo scopo evidente di tenerli d'occhio.".
Il 13 febbraio del 1923 il Gran Consiglio del Fascismo approvò quasi all’unanimità l'Ordine del giorno che obbligava a scegliere tra l’appartenenza al Fascismo o alla Massoneria (ci furono soltanto quattro astensioni: Acerbo, Balbo, Rossi, che appartenevano alla Gran Loggia d'Italia, e Dudan), quasi tutti i fascisti massoni rimasero nel partito senza lasciare la Massoneria, abbandonò invece il partito il generale Capello; Dudan, che apparteneva al Grande Oriente d'Italia, ne venne espulso.
Durante le elezioni politiche italiane del 1924 i massoni del Grande Oriente d'Italia che accettarono la candidatura nella Lista Nazionale, guidata da Mussolini e formata anche da fascisti furono espulsi (tra gli altri Gino Olivetti), mentre la Gran Loggia d'Italia le diede il suo appoggio
Il 3 gennaio 1925 Mussolini presentava un ‘Disegno di legge’ sulla “disciplina di associazioni, enti, istituti e sull’appartenenza ai medesimi del personale dipendente dallo Stato e degli enti locali”, approvato successivamente il 19 maggio e divenuto legge il 22 novembre dopo il passaggio in Senato. Il testo della Legge nº 2029 del 26 novembre 1925 obbligava i dipendenti dello Stato, i pubblici impiegati di ogni ordine e grado (inclusi i militari), "a dichiarare su appositi moduli a quali associazioni fossero iscritti e, in specie, se fossero o fossero stati affiliati a logge massoniche, per l'applicazione di sanzioni amministrative per il momento non enunciate ma implicite nella orchestrazione della legge".
L'11 aprile 1925 il Partito socialista indusse un referendum tra i suoi membri per sapere se la qualifica di massone fosse "per un socialista uno di quei casi di indegnità morale e politica che, secondo lo statuto (art. 4) portano all'esclusione dal partito"..
Lo Statuto della Democrazia Cristiana specificava che “sono esclusi dal partito coloro i quali appartengono ad associazioni massoniche” e nel 1984 il Collegio Nazionale dei Probiviri della Democrazia Cristiana dichiarò nulla l’iscrizione al partito del consigliere regionale toscano Filippo Luchi, massone. Nel 1993 il Partito Comunista Italiano ha costretto Ettore Loizzo, suo esponente di spicco a Cosenza, a scegliere tra il partito e la Massoneria, nella quale era stato nominato reggente del Grande Oriente d'Italia, e nella quale scelse di restare lasciando il partito. Nel XXI secolo il Movimento 5 Stelle ha ripreso a suo conto quest'interdizione di doppia appartenenza, estendendola anche agli ex membri della Massoneria, uno dei quali (Catello Vitiello) è poi stato eletto.
Anche la Lega sancisce nel suo Statuto l'incompatibilità con l'iscrizione alla Massoneria (art. 33): «La qualifica di Associato Ordinario Militante è incompatibile con l’iscrizione o l’adesione a qualsiasi altro Partito o Movimento Politico, associazione segreta, occulta o massonica, a liste civiche non autorizzate dall’organo competente. Il verificarsi di tale incompatibilità è motivo di espulsione dalla Lega Nord». Anche nello statuto della nuova "Lega per Salvini premier" resta il divieto di iscrizione ad associazioni segrete "occulte o massoniche".
Queste prese di posizione politiche anti-massoniche, unite ad altre simili del segretario del Partito Democratico, Matteo Renzi (il PD ha abolito l'incompatibilità solo nel 2010) e gli attacchi alla Massoneria di Rosy Bindi e della Commissione Parlamentare Antimafia, hanno suscitato delle reazioni risentite da parte del Grande Oriente d'Italia e dell'U.M.S.O.I..
La Lega e il Movimento 5 Stelle hanno introdotto una clausola discriminante antimassonica (non possono entrare a far parte del governo soggetti che appartengono alla massoneria) nel contratto tra loro stipulato in vista della formazione di un nuovo governo. L'Alleanza massonica europea (che riunisce 34 Obbedienze di 14 paesi europei) e il CLIPSAS (che riunisce le Obbedienze liberali) hanno emesso dei comunicati stampa per ricordare che una discriminazione simile non è accettabile in una democrazia e che la costituzione italiana la proibisce.
Nel 2017 sono stati depositati in Parlamento due disegni di legge per escludere i massoni dai pubblici impieghi: "il primo di essi (24 febbraio 2017, numero 2328, firmatari Davide Mattiello e altri, tutti esponenti all'epoca del Partito Democratico, principale partito di governo), propone la condanna da tre a sette anni di carcere per chi organizza, dirige o promuove una "società segreta" e l'interdizione dei suoi affiliati dai pubblici uffici per cinque anni. Sono considerate società segrete le "associazioni che comportino un vincolo di obbedienza assunto in forme solenni come richiesto dalle logge massoniche o da associazioni similari" [...] "Il secondo disegno di legge (11 aprile 2017, numero 4422, "incardinato" a metà giugno del 2017, firmatari Claudio Fava e altri deputati del Movimento democratico progressista, all'epoca parte della maggioranza di governo e poi conflitto in Liberi e Uguali) propone il divieto per magistrati, forze di polizia, forze armate, dipendenti pubblici e quanti ricoprano incarichi pubblici (anche elettivi, dai consiglieri comunali ai parlamentari, dunque) di far parte di "associazioni massoniche o similari che creano vincoli gerarchici, solidaristici e di obbedienza".
Il primo agosto 2018 la Commissione affari costituzionali dell'Assemblea regionale siciliana approva il disegno di legge (relatore Claudio Fava) che intima ai deputati regionali di depositare entro 45 giorni "dichiarazione anche se negativa di appartenenza a qualunque titolo ad associazioni massoniche o similari" la cosiddetta "Legge Fava", che viene approvata il 4 ottobre 2018. Il Grande Oriente d'Italia annuncia un ricorso legale contro questa legge e due deputati siciliani impugnano la legge regionale davanti alla Corte costituzionale per illegittimità costituzionale.
La XVI Conferenza Mondiale delle Grandi Logge regolari, svoltasi a Panama dal 14 a 17 novembre 2018, ha espresso la sua solidarietà al Gran Maestro del Grande Oriente d'Italia Stefano Bisi, che vi ha denunciato il clima massofobico italiano.
Il 9 gennaio 2019 il Grande Oriente d'Italia ha organizzato il convegno "Liberi di associarsi" a Palazzo dei Normanni di Palermo, contro la legge sulla massoneria votata dall'Assemblea regionale siciliana.
Nel febbraio 2023 il presidente del Movimento 5 Stelle, Giuseppe Conte, ha ribadito in un post che è 'incompatibile l'iscrizione a logge massoniche con quella al movimento Cinquestelle', il Gran Maestro Stefano Bisi gli risponde sul sito ufficiale del Grande Oriente d'Italia.

## Massoneria e Chiesa cattolica

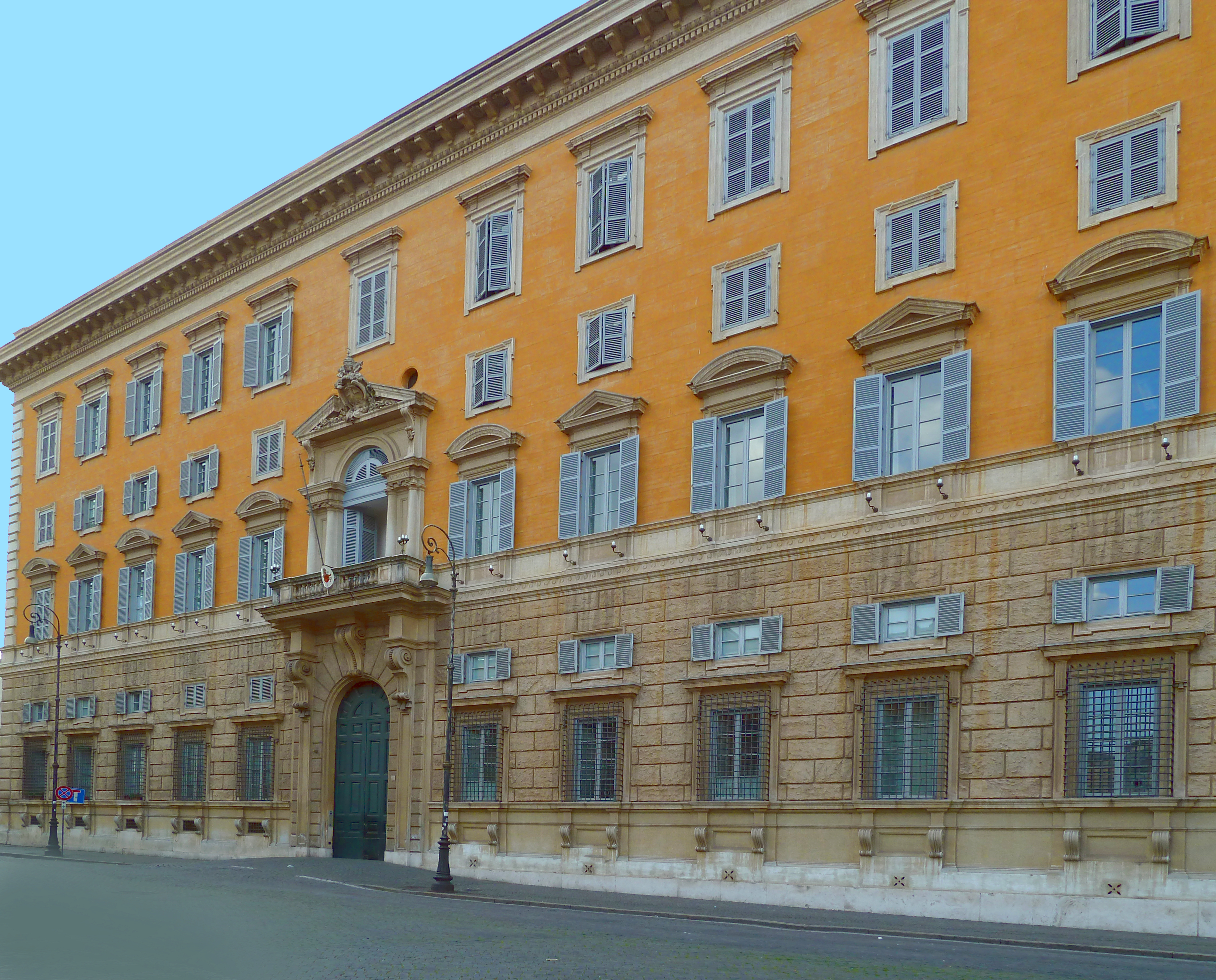
Sede della Congregazione per la dottrina della fede, fino al 1908 Santa Inquisizione e poi Sant'Uffizio.

La questione se la Massoneria sia anticlericale è oggetto di dibattito. La Chiesa cattolica ha sempre osteggiato apertamente la Massoneria e vari storici e studiosi cattolici l'hanno spesso indicata come storicamente anticlericale. I massoni odierni esprimono solitamente una visione diametralmente opposta, affermando che non vi sia nulla nella massoneria di contrario al cattolicesimo o ad altre fedi religiose. Se la Massoneria sia anticlericale dipende spesso da come si definisce l'anticlericalismo e da quale ramo della Massoneria si sta esaminando.
Il 20 settembre di ogni anno, data della breccia di Porta Pia, si celebra la festa della Massoneria italiana.
La Chiesa cattolica ha sempre condannato la Massoneria: il testo di condanna più antico è la lettera apostolica di papa Clemente XII In eminenti apostolatus specula del 28 aprile 1738, i più recenti la Dichiarazione circa l’appartenenza dei cattolici ad associazioni massoniche del 17 febbraio 1981 e la dichiarazione Quesitum est del 26 novembre 1983, entrambe a firma della Congregazione per la dottrina della fede, seguite dall'articolo Inconciliabilità tra fede cristiana e massoneria. Riflessioni ad un anno dalla Dichiarazione della Congregazione per la Dottrina della Fede, pubblicato su L'Osservatore Romano del 23 febbraio 1985, e dall'editoriale de La Civiltà Cattolica del 1991. Il Papa che maggiormente condannò la Massoneria fu Leone XIII, con quattro encicliche, un'esortazione apostolica e un breve apostolico.
Il Gran Maestro del GOI Giordano Gamberini fu tra i principali estensori della cosiddetta Bibbia concordata nell'ambito della quale tradusse il Vangelo secondo Giovanni. Tentò di far rimuovere la scomunica che pesava sui massoni sin dal 1738. Conclusosi il Concilio Vaticano II, il 15 giugno 1969 presenziò a Savona al primo dibattito pubblico ufficiale tenutosi in Italia fra un esponente del GOI ed un rappresentante della Chiesa cattolica, lo storico ecclesiastico e della massoneria don Francesco Rosario Esposito. Se il sacerdote sostenne la sostanziale compatibilità e concordanza fra i due corpi, Gamberini lo corresse dicendo: «mi spiace dover ricordare che i massoni [...] hanno combattuto la Chiesa incolpandola di intolleranza nei campi della filosofia, dell'etica e dell'educazione».
Il Gran Maestro del GOI Stefano Bisi ha ribadito in un libro del 2006 le posizioni della Massoneria e il Gran Maestro della Gran Loggia Regolare d'Italia Fabio Venzi ha esaminato I Documenti del Vaticano contro la Liberamuratoria, ha pubblicato un libro sull'argomento e nel 2016 ha tenuto una conferenza su Massoneria e Chiesa Cattolica all'Università di Cambridge. Altri libri più o meno recenti hanno trattato l'argomento delle relazioni tra la Chiesa cattolica e la Massoneria.
Nell'aprile 2010 il vescovo emerito di Grosseto Giacomo Babini accusa i massoni e gli ebrei, "nemici di sempre del cattolicesimo", di essere gli artefici di una manovra per discreditare la Chiesa cattolica in relazione alle accuse di pedofilia che le sono state rivolte e il Sovrano Gran Commendatore Renzo Canova gli risponde.
Il 14 febbraio 2016 il cardinale Gianfranco Ravasi pubblica su Il Sole 24 ore un articolo sui rapporti tra Chiesa e Massoneria e il Gran Maestro Stefano Bisi gli risponde.
In un'intervista a Famiglia Cristiana del 15 marzo 2018, Monsignor Nunzio Galantino, segretario generale della Conferenza Episcopale Italiana (CEI), ribadisce il giudizio negativo sulla Massoneria, per la ragione che "contiene princìpi inconciliabili con la dottrina della Chiesa".
Il 19 ottobre 2018 ha luogo a Gubbio un incontro di studio intitolato Chiesa e Massoneria: un dialogo possibile?.
Sul primo numero del 2019 della rivista del GOI Nuovo Hiram un articolo di Fabio Amici sostiene che l'inconciliabilità tra la fede cattolica e la Massoneria è solo apparente, ma è subito contestato da parte cattolica.
Lo storico Aldo Alessandro Mola scrive che "l'attuale pontefice Francesco (Jorge Mario Bergoglio, S. J.), dal suo insediamento si è pronunciato tre sole volte sulla massoneria: poche parole di dileggio (l'ha definita una lobby) e di scostante condanna. […] Trentacinque anni dopo la pubblicazione del nuovo Codice di diritto Canonico (Corpus Iuris Canonici, CIC), papa Francesco tornò alla radice della condanna e ne enunciò gli scopi ultimi.[…] Dopo decenni di schermaglie elusive, nella primavera del 2018 il Sacro Soglio enunciò i motivi "di fede" della condanna della massoneria, profonda, totale e immutabile, senza possibilità di remissione da parte delle autorità ecclesiastiche locali e di singoli sacerdoti."  Nel mese di ottobre 2017 Papa Francesco rifiuta l'accreditazione all'ambasciatore libanese perché massone. Il 24 gennaio 2018 la Congregazione per la dottrina della fede, con la Lettera apostolica Placuit Deo, e papa Francesco, con l'esortazione apostolica Gaudete et exsultate condannano lo gnosticismo e il pelagianesimo attuali, "due concezioni con le quali non sono possibili né dialogo né confronti" e che, secondo la Chiesa cattolica, caratterizzerebbero la Massoneria.
Lo stesso Papa Francesco, in un discorso pronunciato a Torino davanti ad un'assemblea di giovani cattolici il 21 giugno 2015, attaccò direttamente la massoneria con le seguenti parole: "alla fine dell'Ottocento c’erano le condizioni più cattive per la crescita della gioventù: c'era la massoneria in pieno, anche la Chiesa non poteva fare nulla, c'erano i mangiapreti, c'erano anche i satanisti… Era uno dei momenti più brutti e dei posti più brutti della storia d'Italia.".
Nel suo discorso alla Catholic Identity Conference del 24 ottobre 2020 l'arcivescovo Carlo Maria Viganò ha definito l'enciclica papale Fratelli tutti come un "Manifesto massonico" e ha citato come prova l'accoglienza che le è stata fatta dalla Gran Loggia di Spagna e dal Grande Oriente d'Italia.
In un'intervista alla Gazzetta del Sud del 4 aprile 2021 l'arcivescovo di Messina Giovanni Accolla qualifica la Massoneria come "setta", il Gran maestro del GOI gli risponde: "non siamo una setta ma una libera associazione.
Il 17 dicembre 2022 la Fondazione Grande Oriente d’Italia organizza a Matera un incontro intitolato “Per un’ecologia della Pace. Dialogo tra Massoneria e Religioni per la tutela della Casa Comune”, promosso dalla loggia cittadina Orazio Flacco. Sul palco il teologo don Paolo Renner, Izzedin Elzir imam di Firenze, il teologo e pastore della Chiesa Evangelica Valdese Pavel Gajewski e Luciano Meir Caro, dal 1989 rabbino della comunità di Ferrara e Romagna. Ha moderato il giornalista Claudio Giomini. Gli atti sono stati pubblicati nel volume  I rapporti tra chiesa e massoneria. Per una ecologia della Pace. Dialogo tra Massoneria e Religioni per la tutela della Casa Comune  (Edizioni Perugia).  La partecipazione di un ecclesiastico cattolico, professore di teologia, è criticata da parte cattolica, con un esplicito richiamo alla Dichiarazione sulla Massoneria della Congregazione per la Dottrina della Fede del 1983.
Il 13 novembre 2023 il Dicastero per la Dottrina della Fede, in una risposta approvata dal Papa, ribadisce la condanna della Chiesa alla Massoneria, richiamando ancora una volta la Dichiarazione sulla massoneria del 1983.
Il 16 febbraio 2024, a Milano, nei locali della Fondazione culturale Ambrosianeum, si svolge un seminario dedicato a “Chiesa cattolica e Massoneria”. Un incontro tra i tre Grandi Maestri delle tre principali Obbedienze massoniche italiane – il Grande Oriente d'Italia, la Gran Loggia d'Italia degli Alam e la Gran loggia regolare d'Italia – ed alcuni eminenti rappresentanti della Chiesa cattolica: oltre all'arcivescovo di Milano Mario Delpini (in qualità di relatore), il vescovo Antonio Staglianò, presidente della Pontifica Accademia di Teologia, il cardinale Francesco Coccopalmerio e padre Zbigniew Suchecki, teologo francescano esperto di Massoneria. Si è trattato del primo incontro al quale hanno partecipato i tre Gran Maestri delle tre principali obbedienze massoniche italiane, Coccopalmerio è stato il primo cardinale a proporre la creazione di un tavolo permanente di dialogo fra Chiesa e Massoneria. Non tutti i massoni considerano favorevolmente quest'iniziativa.
Il 24 febbraio 2024, in un'intervista ai media vaticani, il presidente della Pontificia Accademia di Teologia, Monsignor Antonio Staglianò, ribadisce i motivi dell’incompatibilità tra fede cattolica e massoneria in un'intervista successiva insiste, dicendo che il dialogo con la massoneria è sconveniente.

## Panorama delle principali comunioni
| Obbedienza                               | Membri | N° Logge | Tipologia            | Trattati di amicizia                                                                                       |
| ---------------------------------------- | ------ | -------- | -------------------- | --- |
| Grande Oriente d'Italia                  | 20000  | 800      | Regolare (Maschile)  | United Grand Lodge of England (UGLE)                                                                       |
| Gran Loggia d'Italia degli ALAM          | 6000   | 450      | Liberale (Mista)     | Alleanza Massonica Europea, Unione Massonica del Mediterraneo                                              |
| Gran loggia regolare d'Italia            | 5000   | 200      | Regolare (Maschile)  | United Grand Lodge of England (UGLE)                                                                       |
| Supremo Consiglio d'Italia e San Marino  | 2500   | 102      | Liberale (Mista)     | CLIPSAS, CATENA                                                                                            |
| Ordine Massonico Tradizionale Italiano   | 1300   | 92       | Liberale (Misto)     | Centre de liaison et d'information des puissances maçonniques signataires de l'appel de Strasbourg, CATENA |
| Serenissima Gran Loggia d'Italia         | 150    | 20       | Liberale             | Confederazione delle Grandi Logge Unite d'Europa – G.L.U.D.E.                                              |
| Le Droit Humain                          | 450    | 25       | Liberale (Mista)     | Alleanza Massonica Europea, Unione Massonica del Mediterraneo                                              |
| Gran Loggia Liberale d'Italia            | 300    | 33       | Liberale (Mista)     | Centre de liaison et d'information des puissances maçonniques signataires de l'appel de Strasbourg         |
| Gran Loggia Massonica Femminile d'Italia | 250    | 27       | Liberale (Femminile) | Unione Massonica del Mediterraneo                                                                          |

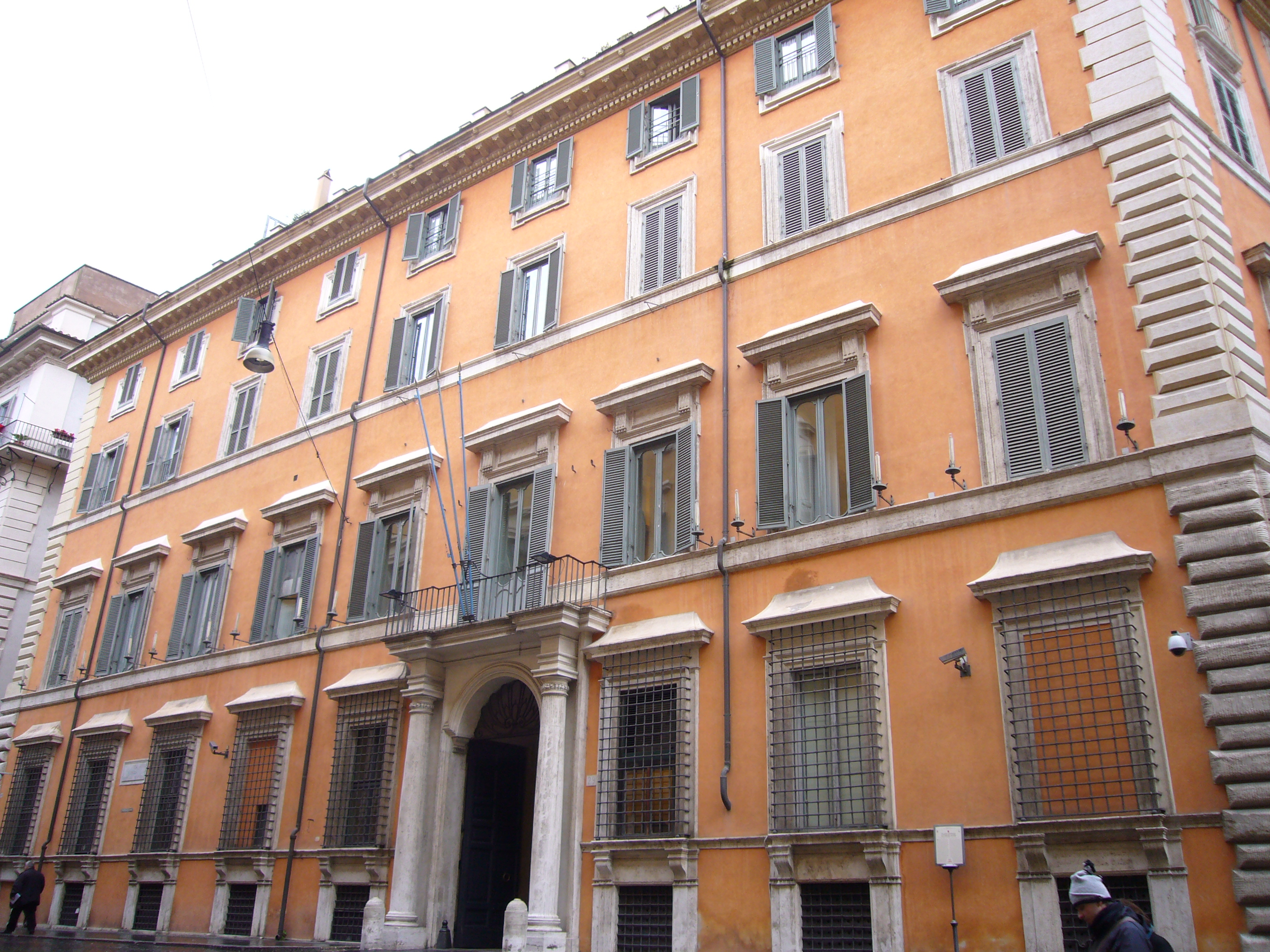
Palazzo Giustiniani, sede del Grande Oriente d'Italia (GOI), dal 1901 al 1985

La Comunione massonica più numerosa in Italia è rappresentata dal Grande Oriente d'Italia (GOI) (detta di Palazzo Giustiniani, sede storica dal 1901 al 1926 allorquando Mussolini lo requisì e poi in parte sino al 1985 quando il GOI trasferì la sua sede alla villa del Vascello sul Gianicolo) che consta di più di 22.000 iscritti distribuiti in 870 logge. È una grande famiglia – risalente alla fondazione del 1805 - che accoglie i Massoni che operano nelle varie declinazioni.
È la comunione massonica riconosciuta come regolare dalle Grandi Logge numericamente più importanti del mondo, quelle degli Stati Uniti d'America. È riconosciuta anche dalla United Grand Lodge of England, la "Gran loggia Madre del Mondo", dalla quale sono gemmate, direttamente o indirettamente, tutte le logge della massoneria mondiale. Invero, la United Grand Lodge of England, ha nel 1972 riconosciuto il Grande Oriente d'Italia. Tale riconoscimento è stato ritirato nel 1993 ed è stato restituito nel 2023.
Nel 1993 il dimissionario Gran Maestro del Grande Oriente d'Italia Giuliano Di Bernardo, fuoriuscito ed espulso dal GOI, con il supporto di un piccolo numero di logge del Grande Oriente d'Italia che lo hanno seguito ha fondato la Gran Loggia Regolare d'Italia (GLRI), che dopo qualche mese ha ottenuto il riconoscimento della United Grand Lodge of England. La GLRI è stata pensata come Società Iniziatica/Esoterica che fa meticolosamente capo all'antica e tradizionale libera muratoria Inglese del XVIII secolo e non come un associazionismo massonico di stampo illuminista, che mira a operare come istituzione all'interno del tessuto sociale. Oggi la Gran Loggia Regolare d'Italia (GLRI) conta un numero esiguo di iscritti, circa 2.400, distribuiti in 144 logge. Nel 2001 Di Bernardo viene espulso dalla GLRI e avvia un nuovo progetto di un ordine "paramassonico", denominato Dignity Order.

Quasi tutte le comunioni attualmente operanti in Italia o di lingua italiana nascono da divisioni e scissioni dalle principali comunioni, o comunque per iniziativa di persone appartenenti precedentemente a una di esse, con l'eccezione dell'Ordine Le Droit Humain, come vedremo più avanti. Anche se non è semplice determinare con esattezza il reale numero degli iscritti, da fonti delle comunioni stesse e dall'Eurispes, Rapporto Italia 2008, si evince che l'istituzione con il maggiore numero di aderenti risulta il Grande Oriente d'Italia (cosiddetta obbedienza "di Palazzo Giustiniani", dalla sua sede storica), che accetta solo uomini.

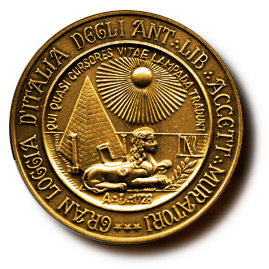
Sigillo della Gran Loggia d'Italia degli Alam

Poi vi è Gran Loggia d'Italia degli Alam (detta anche obbedienza "di piazza del Gesù", dalla sua sede storica, o "di Palazzo Vitelleschi" dalla sua sede attuale), che è un'obbedienza mista, in quanto accetta uomini e donne. Nel 2003 l'ex Gran Maestro della Gran Loggia d'Italia degli Alam, Renzo Canova, insieme a nove Membri Effettivi del Supremo Consiglio, fonda il "Supremo Consiglio d'Italia e San Marino", obbedienza mista che fa parte della grande famiglia della Massoneria Universale di Rito Scozzese Antico ed Accettato ed estende la sua giurisdizione all’Italia ed alla Repubblica di S. Marino. Nel 2016, dopo la fuoriuscita dalla Gran Loggia d'Italia dell'Ex G.M. Luigi Pruneti è stato costituito l'Ordine Massonico Tradizionale Italiano. Segue come terza (numericamente) la solo maschile Gran Loggia Regolare d'Italia. Merita di essere menzionata anche la Federazione italiana dell'Ordine Massonico Misto "Le Droit Humain", organizzata in Federazioni nazionali. È la più antica delle Obbedienze miste, nata in Francia e la prima a costituirsi come "ordine massonico misto internazionale" . Tra quelle solo femminili la Gran Loggia Femminile d'Italia (GLFI, 1975), l'unica che nei cinquant'anni della sua esistenza ha mantenuto inalterata l'identità massonica italiana ed è rimasta attiva sul territorio nazionale, e la Gran loggia massonica femminile d'Italia, che è l'unica riconosciuta a livello internazionale. La più antica Comunione Massonica in Italia è il Rito Egizio Tradizionale, nato a Napoli e attivo ininterrottamente dal 1728. Vi sono poi molte altre obbedienze numericamente minori, spesso derivanti da scissioni delle maggiori.

## La partecipazione femminile

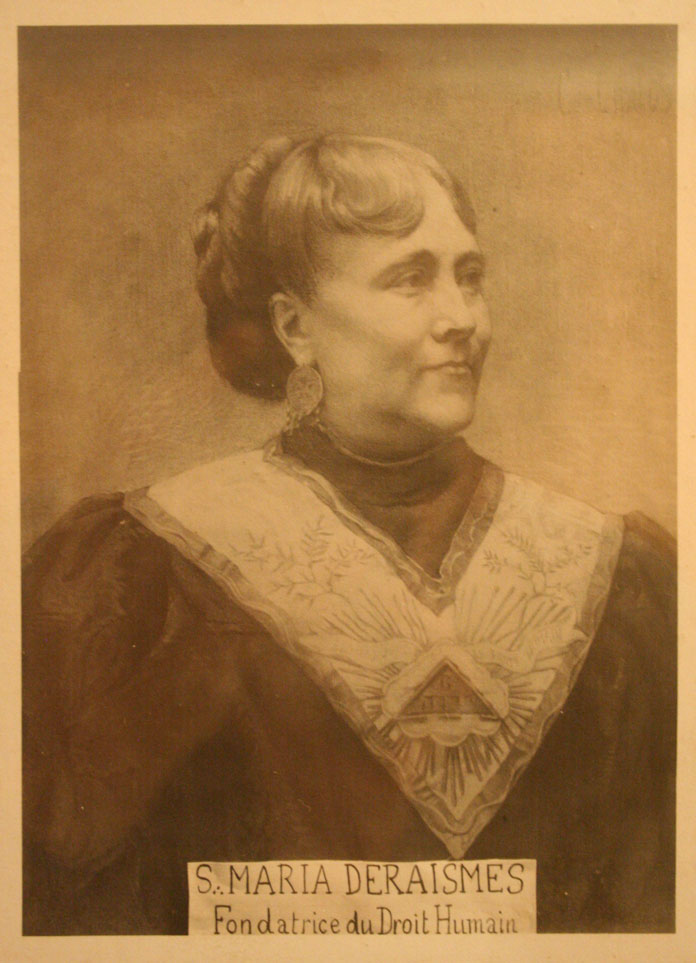
Maria Deraismes, cofondatrice dell'Ordine Massonico Misto e Internazionale "Le Droit Humain"

La prima struttura organizzata ad accogliere la donna con parità di diritti e dignità iniziatica è stata l'Ordine Massonico Misto e Internazionale di Rito Scozzese Antico e Accettato Le Droit Humain ("Il Diritto Umano") che nasce internazionale da subito, a Parigi, nel 1893 per impulso di Maria Deraismes e Georges Martin. A oggi è il più vasto sul piano geografico, essendo presente in tutti i continenti. Al pari di altri paesi europei anche l'Italia è stata interessata dall'espansione delle logge miste de Le Droit Humain. La prima loggia dell'Ordine fondata in Italia, distinta dal numero di matricola 16, nacque a Roma nel 1904. Le successive si organizzano in Federazione nel 1916.
La massoneria esclusivamente femminile italiana formatasi negli anni settanta dopo varie esperienze precedenti interrotte, diviene Gran Loggia Femminile d'Italia (GLFI) nel 1975, con la prima Gran Maestra: Marisa Bettoia. Nei 50 anni della sua esistenza a oggi, la GLFI ha mantenuto inalterata l'identità massonica italiana con Costituzione, Regolamenti e Rituali propri, allineati con quelli del Grande Oriente d'Italia (GOI). È tutt'oggi attiva con logge presenti sul territorio nazionale, con l'Ordine e il Rito Scozzese Antico ed Accettato (RSAA), che gestisce in due corpi separati. Quest'ultima si distingue pertanto dalla GLMFI (Gran Loggia Massonica Femminile d'Italia) che, sorta nel 1990, riconosciuta e regolarizzata dalla Gran Loggia Femminile di Francia (GLFF), non è quindi l'unica operativa su suolo italiano (Isastia 2010).
La Gran Loggia Massonica Femminile d'Italia (GLMFI) è attualmente l'unica obbedienza femminile operante in Italia, con statuto e regolamenti riconosciuti a livello internazionale; è retta da un Consiglio Federale democraticamente eletto, al cui vertice è la Gran Maestra; le elezioni delle cariche sono effettuate annualmente, ciascuna di esse non può essere attribuita per più di tre volte consecutive alla stessa sorella. Dall'ottobre 1995 la GLMFI è membro effettivo del CLIPSAS (Centro di cultura e di Informazione delle Potenze Massoniche firmatarie del trattato di Strasburgo del 22 gennaio 1961), e dal marzo 1996 del CLIMAF (Centro di Cultura Internazionale della massoneria Femminile). Nel novembre 2000 ha partecipato alla fondazione dell'Unione delle Obbedienze Massoniche del Mediterraneo. Ha rapporti di amicizia e scambi culturali con le obbedienze che riconoscono l'iniziazione femminile mettendo in pratica il concetto di uguaglianza nella diversità.

## Reputazione pubblica
Un programma dell'Alta Vendita del 1819 prevedeva di acquisire un'immagine e una reputazione pubbliche, soprattutto presso i giovani (collegi, ginnasi, università e seminari), al fine di farli entrare in contatto con la Massoneria anche mediante opere filantropiche.